# Chris Brown (cantor)
Christopher Maurice Brown (Tappahannock, 5 de maio de 1989) é um cantor, rapper, compositor, dançarino, produtor musical, ator, empreendedor, coreógrafo e grafiteiro norte-americano. É considerado um dos principais artistas do R&B contemporâneo, sendo apontado por muitos como o Rei do R&B e um dos artistas mais influentes do século XXI. É também conhecido em seus trabalhos, por sua versatilidade musical que se aplica a diversas vertentes do pop e do hip hop, além de suas habilidades de dança, que são comparadas as de Michael Jackson.
Em sua carreira, obteve mais de 277 milhões de vendas de músicas certificadas em todo o mundo, sendo 135 milhões somente nos Estados Unidos, fazendo do mesmo um dos artistas mais bem sucedidos de todos os tempos. Também tornou-se o primeiro artista pop masculino a superar mais de 20 canções com certificados de multiplatina e mais de 40 canções com certificados de platina, além de ser o artista com o maior número de canções certificadas de ouro pela RIAA É o artista pop masculino negro com mais vendas na era digital, além de ser o sétimo artista geral com mais aparições e o oitavo com mais semanas consecutivas e o décimo primeiro mais bem sucedido na historia da Billboard Hot 100. Também se tornou o primeiro artista do século XXI a estar presente nas paradas americanas por 21 anos consecutivos, entre 2005 e 2025. Brown também é o artista mais jovem, com 19 anos, a ser nomeado o "artista do ano" pela Billboard em duas oportunidades, sendo elas em 2006 e 2008. Além de também ter sido o primeiro artista negro nomeado artista do ano pela AMA no ano de 2008, e eleito três vezes entre 2008 e 2022 o Artista Masculino de R&B pelo AMA.
Chris Brown conta com mais de 35 bilhões de acessos no Spotify e 18 bilhões no YouTube, e mais de 145 milhões de seguidores no Instagram, onde é o segundo artista masculino mais seguido na plataforma. Brown possui o maior número de entradas na Billboard Hot 100 do que qualquer outro cantor pop masculino da história, bem como o maior número de músicas no top 40 entre os artistas de R&B. É considerado por muitos um dos artistas negros mais influentes da história da música, e o mais influente do Século XXI, recebendo comparações de seu estilo artístico a nomes como Michael Jackson, Bobby Brown, Usher, R. Kelly e Tupac Shakur e sendo apontado como o "Rei do R&B", ao lado de outros nomes. Ao longo de sua carreira, Brown ganhou vários prêmios, incluindo dois Grammy Awards, além de 25 nomeações, quatro Billboard Music Awards. Brown também é o segundo artista com mais vitorias no BET Awards com dezoito, e no Soul Train Music Awards com quatorze.
Brown se envolveu ao longo de sua carreira em uma polêmica judicial após se declarar culpado do crime de violência doméstica aos 19 anos de idade, contra sua ex-namorada, a também cantora Rihanna, no ano de 2009. Foi condenado a seis anos de liberdade condicional e seis meses de serviço comunitário. O caso recebeu ampla atenção da mídia e afetou negativamente a sua carreira. Após o caso, Brown passou a ser alvo constante da cultura do cancelamento pela mídia, gerando em grandes boicotes públicos a seus trabalhos. Brown se envolveu em outras polêmicas por seu comportamento violento, entre elas a violação das normas de sua liberdade condicional em 2013, que o levaram a ser preso por agressão por 131 dias no ano de 2014. Brown ainda enfrentou outras acusações de agressões que foram arquivadas pela justiça. Em 20 de março de 2015, a liberdade condicional de Brown terminou, encerrando formalmente o caso após seis anos.
Assinou com a Jive Records em 2004 e lançou seu primeiro álbum com apenas 16 anos de idade em 2005, sendo o auto intitulado Chris Brown. O primeiro single lançado foi "Run It!", que atingiu a liderança da Billboard Hot 100, fazendo de Brown apenas o segundo artista da história a conseguir este feito com sua primeira música. Seu álbum de estreia vendeu mais de dois milhões de cópias nos Estados Unidos e foi certificado platina duplo pela Recording Industry Association of America. e rendeu a Brown duas indicações ao Grammy, incluindo a de Artista Revelação. Seu segundo álbum de estúdio Exclusive foi lançado mundialmente em novembro de 2007 e vendeu mais de 2 milhões de cópias só nos Estados Unidos e foi certificado platina pela RIAA. Incluiu os hits Kiss Kiss, With You e Forever. Brown foi eleito o Artista do ano em 2008 pela revista Billboard e pelo American Music Awards, e ainda recebeu mais três indicações aos prêmios Grammy. O terceiro álbum de estúdio, intitulado Graffiti, foi lançado em 15 de dezembro de 2009 em meio a polêmicas e boicote de lojas, e rendeu a Brown o single "I Can Transform Ya", que se tornou a sua oitava música a atingir o Top 20 americano. Seu quarto álbum de estúdio, intitulado F.A.M.E, foi lançado em 2011, sendo este o primeiro álbum do rapper a ser número 1 na Billboard 200, além de ter vencido o Grammy de Melhor álbum de R&B do ano. Seu álbum seguinte, Fortune, foi lançado em 2012 e também estreou no topo da parada americana Billboard 200, vendendo 134 mil cópias em sua primeira semana. O álbum recebeu uma indicação para o Grammy e deu a Brown mais duas músicas no top 10 americano, sendo elas Turn Up the Music e Don't Wake Me Up. Brown lançou em setembro de 2014 seu sexto álbum, X, que emplacou os hits Loyal e New Flame, levando o cantor a mais três nomeações ao Grammy e a um disco de platina dupla concedido pela RIAA. Em 2015, Brown lançou seu sétimo álbum de estúdio, Royalty, nome dado em homenagem a sua primeira filha de mesmo nome. No dia 31 de outubro de 2017, durante o Halloween nos Estados Unidos, Brown lançou seu oitavo álbum de estúdio, Heartbreak on a Full Moon, composto por 45 músicas. Ambos renderam certificados de platina ao cantor, por superarem um milhão de vendas. Em 2019, lançou seu álbum Indigo, estreando na primeira posição da Billboard 200, rendendo o feito pela terceira vez em sua carreira, e levando a música No Guidance ao top 5 da Billboard Hot 100. Brown repetiria o feito no ano seguinte com a música "Go Crazy", lançada em parceria com o rapper Young Thug. A canção chegou ao número 3, nos Estados Unidos e o número 10 no Reino Unido se tornando o maior hit de Brown desde Forever, em 2008. Em 2022, após o sucesso de Under the Influence lançou o álbum Breezy estreando no top 5 americano e sendo nomeado ao Grammy, seguido pelo lançamento de 11:11 em 2023, estendo o recorde de Brown de 18 anos com estreias no top 10 americano e garantindo mais 4 nomeações ao Grammy Awards e a vitória na categoria de Melhor Álbum de R&B.

## Carreira

### 1989–2004: Início da vida e início de carreira
Christopher Maurice Brown nasceu em 5 de maio de 1989, na pequena cidade de Tappahannock, na Virginia, filho de Joyce Hawkins e Clinton Brown, um oficial de correções em uma prisão local. Brown é o filho mais novo do casal, ele tem uma irmã mais velha, que trabalha em um banco. Desde a sua infância, a música era algo que sempre esteve presente na vida de Brown. Ele costumava ouvir álbuns clássicos que seus pais tinham, mas, eventualmente, começou a mostrar interesse pelo hip hop. Ainda na adolescência, Brown aprendeu sozinho a cantar e dançar, muitas vezes citando Michael Jackson como inspiração. Ele então começou a se apresentar no coro da igreja e em vários shows de talentos locais. Enquanto fazia um cover do cantor Usher, sua mãe reconheceu o seu talento vocal e eles começaram a procurar oportunidades de um contrato de gravação. Ao mesmo tempo, Brown havia passado por questões pessoais. Seus pais já tinham sido divorciados, e ele disse que o namorado de sua mãe o fez ficar depressivo o tempo todo, devido à violência doméstica que sua mãe sofreu do namorado.
Aos 13 anos, Brown foi descoberto por uma equipe de produção local, Hitmission Records, que visitou o posto de gasolina de seu pai enquanto procurava novos talentos. Lamont Fleming da Hitmission começou o treinamento com a voz de Brown, e a equipe ajudou a organizar uma demo, aproximando contatos em Nova York para buscar um contrato de gravação. Brown mudou-se para Nova Iorque em torno do mesmo tempo e chegou a apresentar seu material aos membros da G-Unit. Tina Davis, executiva da Def Jam Recordings, ouviu a voz de Brown em um teste em seu escritório na Island Def Jam, em Nova Iorque. Ela imediatamente o levou para conhecer o ex-presidente da Def Jam Recordings Antonio "LA" Reid, que se ofereceu para contratá-lo no mesmo dia. "Eu sabia que Chris tinha um talento real," diz Davis. "Eu só sabia que queria ser parte disso".
As negociações com a Def Jam duraram dois meses até Davis perder o emprego devido a uma fusão corporativa. Brown, em seguida, pediu-lhe para ser seu empresário e Davis aceitou, começando a "promover" o cantor a gravadoras como Jive, J e Warner Bros. De acordo com Mark Pitts em entrevista à HitQuarters, Davis apresentou Brown com uma gravação de vídeo, e a reação de Pitts foi: "Eu vi o potencial... Eu não amava todos os registros, mas eu amei a sua voz. Não foi problema, porque eu sabia que podia cantar, e eu sabia como fazer os registros". Brown finalmente foi escolhido pela Jive, devido ao seu trabalho bem sucedido com jovens artistas como Britney Spears e Justin Timberlake. Afirma Brown, "Eu escolhi a Jive porque eles tinham sucesso com os artistas mais jovens no mercado pop, [...] eu sabia que estava indo para capturar o meu público americano, mas a Jive tinha muita força na área pop bem como a longevidade na carreira ".

### 2005–2006: Primeiro álbum
Depois de ter assinado com a Jive Records, em 2004, Brown começou o processo de gravação de seu álbum em fevereiro de 2005. Em maio, havia 50 músicas já gravadas, das quais 14 foram escolhidos para a lista de faixas final. O cantor trabalhou com vários produtores e compositores, Scott Storch, Cool & Dr. Dre e Jazze Pha entre eles, comentando que "realmente acredita em "[Chris]". 

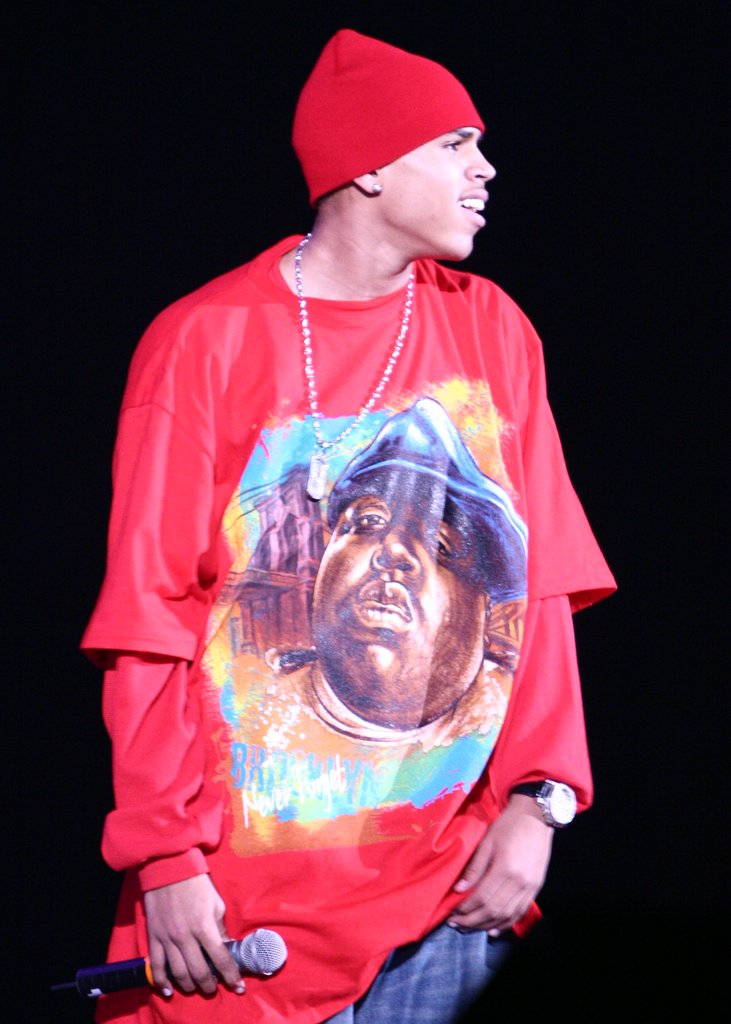
Brown performando no Jingle Bell Bash 8, em 2005

Brown também teve interações no álbum, co-escrevendo cinco faixas. "Eu escrevo sobre as coisas que jovens de 16 anos passam todos os dias", diz Brown. "Como você ficou em apuros para esconder a sua menina para a casa, ou você não pode dirigir, então você roubar um carro ou algo assim". O álbum inteiro levou menos de oito semanas para ser produzido. Em 2023, Brown descreveu o trabalho em seu primeiro álbum como uma "experiência de aprendizado", lembrando que se sentiu "inseguro" sobre lançar "Run It!" como seu primeiro single.
Lançado em 29 de novembro de 2005, o autointitulado Chris Brown estreou como número dois na Billboard 200, com vendas superiores a 154 mil cópias, Chris Brown se tornou um sucesso comercial com o tempo, vendendo mais de dois milhões de cópias nos Estados Unidos, onde foi certificado duas vezes platina pela RIAA e três milhões de cópias em todo o mundo. O primeiro single lançado foi "Run It!", que estreou na liderança da Billboard Hot 100, fazendo de Brown o segundo artista a conseguir este feito, o primeiro a conseguir foi Puff Daddy em 1997. Outros três singles do álbum foram lançados, "Yo (Excuse Me Miss)", "Gimme That" e "Say Goodbye" todos alcançaram o Top 20 da Billboard Hot 100. Chris Brown vendeu mais de três milhões de cópias nos Estados Unidos — onde foi certificado três vezes Platina pela RIAA — e seis milhões de cópias em todo o mundo.
Em 13 de junho de 2006, Brown lançou um DVD intitulado Chris Brown Journey, que mostra imagens de sua viagem pela Inglaterra e Japão, se preparando para sua primeira visita ao Grammy Awards, nos bastidores de seus vídeos musicais e bloopers. Já no dia 17 de agosto, Brown começou sua primeira turnê, "The Up Close and Personal Tour", para promover o álbum. Devido à turnê, a produção de seu próximo álbum foi adiado em dois meses.

### 2007–2008:Exclusivee sucesso mundial
Em janeiro de 2007, Brown conseguiu um pequeno papel como um membro da banda geek na quarta temporada da série de televisão norte-americana, The O.C. Brown, em seguida, fez sua estreia no cinema em Stomp the Yard, ao lado de Ne-Yo, Meagan Bom e Short Columbus em 12 de janeiro de 2007. Em abril de 2007, Brown foi o ato responsável pela abertura da turnê The Beyoncé Experience da cantora Beyoncé Knowles em cinco shows na Austrália. Em 9 de julho de 2007, Brown foi destaque em um episódio de MTV My Super Sweet 16 (para o evento, foi usado: Chris Brown: My Super 18). Celebrando seu aniversário de dezoito anos em Nova York.
Em novembro de 2007, Brown atuou como apresentador de vídeo para o do programa Math-A-Thon, para mostrar seu apoio, incentivando os alunos a usar suas habilidades matemáticas para ajudar crianças com câncer e outras doenças catastróficas.

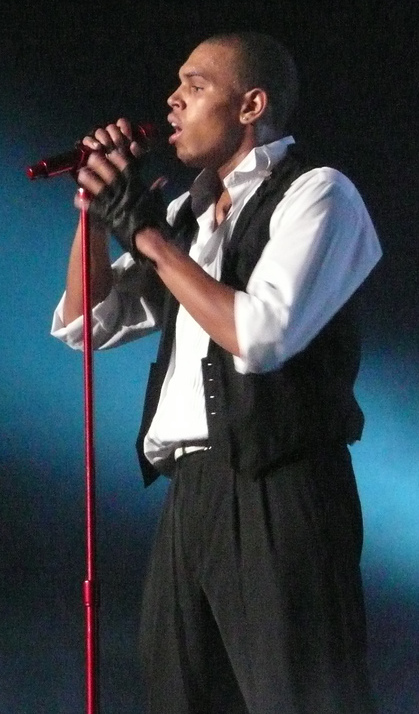
Chris Brown durante show em 2008

Pouco depois terminando sua turnê de verão com Ne-Yo, Brown começou a produção rapidamente para o seu segundo álbum de estúdio, Exclusive, que foi lançado nos Estados Unidos em 6 de novembro de 2007. O álbum estreou no número quatro no Billboard 200 dos gráficos nos Estados Unidos, vendendo 294 mil cópias em sua primeira semana. A partir de 23 março de 2011, já tinha vendido mais de 1,9 milhões de cópias nos Estados Unidos. "Wall to Wall" foi lançado como primeiro single, chegou ao número 79 da Billboard Hot 100, e número 22 no Hot R&B/Hip-Hop Songs. "Kiss Kiss", com e produzido por T-Pain, foi lançado como segundo single do álbum. Alcançou o número um na Billboard Hot 100, e tornou-se segundo número um de Brown é um seguinte single "Run It!" em 2005. "With You", uma canção produzida por Stargate, foi lançado como o terceiro single de Exclusive, e chegou a número dois na Billboard Hot 100.
Em 21 de novembro de 2007, Brown apareceu em This Christmas, um drama familiar estrelado por Regina King.
Para apoiar ainda mais o álbum Exclusive, Brown embarcou em sua turnê "The Exclusive Holiday Tour", visitando mais de trinta locais nos Estados Unidos. A turnê começou em Cincinnati, Ohio, em 6 de dezembro de 2007 e concluído em 9 de fevereiro de 2008 em Honolulu, Havaí. Em março de 2008, Brown foi destaque na participação do single "No Air com Jordin Sparks, que atingiu um pico de número três no Billboard Hot 100. Também fez uma aparição no "single" de Ludacris What Them Girls Like ao lado Sean Garrett. A canção atingiu o número 17 no Hot R&B/Hip-Hop Songs, e número oito na Rap Songs. Brown relançou o álbum Exclusive em 03 junho de 2008 como uma edição de luxo, renomeado Exclusive: The Forever Edition, sete meses após o lançamento da versão original. A versão relançado contou com quatro novas faixas, incluindo o single "Forever", que chegou a número dois na Billboard Hot 100. Em agosto de 2008, Brown estrelou na Disney The Suite Life of Zack & Cody interpretando a si próprio.
No final de 2008, Brown foi nomeado Artista do Ano pela revista Billboard e se tornou o primeiro artista negro masculino a ser eleito o artista do ano pelo American Music Awards.

### 2009–10: Polêmicas com a justiça eGraffiti
Após se declarar culpado de agressão domestica, Brown recém condenado a 5 anos em liberdade condicional começou a trabalhar em seu terceiro álbum de estúdio. A reputação de Brown estava amplamente manchada na mídia internacional, mas a expectativa de seu novo álbum era grande para que o episódio fosse relatado nas composições de Brown. De acordo com ele, ele iria experimentar uma direção musical diferente para seu novo álbum intitulado Graffiti, com influências pop dos colegas americanos Prince e Michael Jackson. Diz: "Eu queria mudá-lo para outro nível e para realmente ser diferente. Como hoje em dia meu estilo, eu não tento ser urbano típico. Eu quero ser como Prince, Stevie Wonder e Michael Jackson foram. Passavam para qualquer gênero de música sem problema algum. "I Can Transform Ya" foi lançado como primeiro single do álbum em 29 de setembro de 2009. A canção atingiu um pico de número 20 na Billboard Hot 100, e número 11 no Hot R&B/Hip-Hop Songs. "Crawl" foi lançado como segundo single do álbum em 23 de novembro de 2009. A canção alcançou o número 53 na Billboard Hot 100. Graffiti foi então lançado em 8 de dezembro de 2009. O álbum estreou no número sete na Billboard 200, vendendo 102 mil cópias em sua primeira semana, e gerando acusações públicas de Brown de que lojas estariam boicotando as vendas de seu álbum. A partir de 23 de março de 2011, já havia vendido 341 mil cópias nos Estados Unidos.
Ao executar "Man in the Mirror" de Michael Jackson em 2010 no BET Awards, Brown começou a chorar e caiu de joelhos enquanto cantava. O desempenho e a sua agitação emocional ressoou com várias celebridades presentes na cerimônia, incluindo Trey Songz, Diddy e Taraji P. Henson. Songz disse: "Ele deixou seu coração no palco. Ele deu emoção genuína. Eu estava orgulhoso dele e eu estava feliz por ele por ter aquele momento". irmão de Michael, Jermaine Jackson, expressou sentimentos semelhantes afirmando: "Foi muito emocionante para mim, porque foi uma aceitação de seus fãs com o que aconteceu com ele e também em homenagem ao meu irmão". Mais tarde, durante a cerimônia do prêmio , Brown declarou: "Eu decepcionei vocês antes, mas não vou fazer isso de novo ... eu prometo", ao aceitar o prêmio para o prêmio Fandemonium AOL.
Em maio de 2010, Brown lançou uma mixtape colaborativo com Tyga, intitulado Fan of a Fan. "Deuces", que apresenta Tyga e Kevin MCcall, foi liberado do mixtape nos Estados Unidos em 29 de junho de 2010. A canção atingiu o número um dos Hot R&B/Hip-Hop Songs por sete não-consecutivas, dando Brown seu primeiro número um na parada desde o seu hit 2006 single, "Say Goodbye". Também chegou ao número 14 na Billboard Hot 100. Em agosto de 2010, estrelou ao lado de Brown um elenco, incluindo Matt Dillon, Paul Walker, Idris Elba, Hayden Christensen e T.I. no filme de crime Takers, e também atuou como produtor executivo do filme.

### 2011–2012:F.A.M.E.,Fortunee a volta ao sucesso
F.A.M.E. foi lançado como o quarto álbum de estúdio de Brown em 18 de março de 2011. O álbum estreou no número um na Billboard 200, com a primeira semana de vendas de 270 mil cópias, dando a Brown seu primeiro número um nos Estados Unidos. Seu primeiro single, "Yeah 3x", alcançou o top 10 em onze países, incluindo Austrália, Áustria, Dinamarca, Irlanda, Países Baixos, Nova Zelândia, Suíça e Reino Unido. 

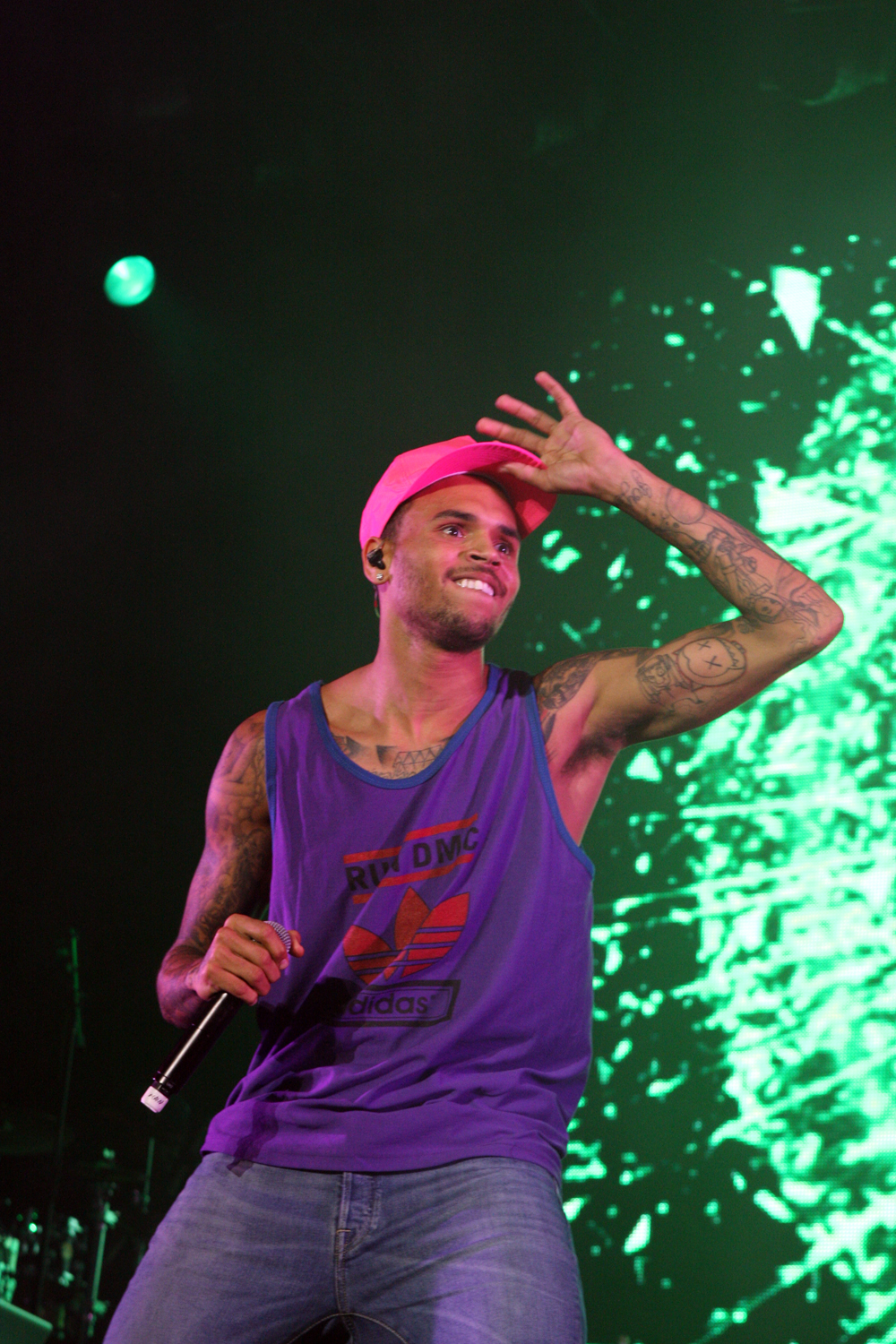
Brown em show na Austrália

O segundo single do álbum, "Look at Me Now", com os rappers Lil Wayne e Busta Rhymes, alcançou o número um no Hot R&B/Hip-Hop Songs, onde permaneceu por oito semanas consecutivas. Também alcançou o número um na Rap Songs. O terceiro single do álbum, "Beautiful People", com Benny Benassi, chegou ao número um no Hot Dance Club Songs, e se tornou o primeiro single número um no gráfico para ambos Brown e Benassi.
"She Ain't You" foi lançado como quarto single do álbum nos Estados Unidos, enquanto o "Next 2 You", com participação de Justin Bieber, serviu como quarto single internacional do álbum. Para promover ainda mais o álbum, Brown embarcou em sua turnê F.A.M.E. Tour na Austrália e na América. Brown recebeu seis indicações no BET Awards 2011 e finalmente ganhou cinco prêmios, incluindo Melhor Artista de R&B Masculino, Escolha da Audiência, O Prêmio Fandemonium, Melhor Colaboração e Vídeo do Ano por "Look at Me Now". Também ganhou três prêmios no BET Hip Hop Awards 2011, incluindo o Prêmio Popular Champ, Prêmio Reese Combo Perfeito e Melhor Vídeo de Hip Hop para "Look at Me Now". No Soul Train Music Awards 2011, F.A.M.E. ganhou Álbum do ano. O álbum também ganhou três indicações ao Grammy Awards de "Melhor Álbum R&B", bem como "Melhor Performance de Rap" e "Melhor Canção de Rap" por "Look at Me Now".
Em 7 de outubro de 2011, RCA Music Group anunciou que estava se unindo com a Jive Records, juntamente com a Arista Records e J Records. Com o encerramento, Brown (e todos os outros artistas) vão lançar o material no futuro da marca RCA Records. Brown lançará seu quinto álbum de estúdio Fortune em abril de 2012. O primeiro single, "Strip", com Kevin MCcall, foi lançado como single promocional em 18 de novembro de 2011. Turn Up The Music foi lançado como primeiro single em fevereiro de 2012. Em 28 de março de 2012, Brown anunciou o próximos dois singles do álbum. O single de gênero R&B, "Sweet Love", e o single de rap, "Till I Die", com Big Sean e Wiz Khalifa.
O quarto single foi a música "Don't Wake Me Up", que chegou ao número 10 na Billboard Hot 100 e ao número 1 na Austrália. A canção também alcançou grande sucesso em outros 13 países e se tornou o maior sucesso do álbum. O quinto single foi a música "Don't Judge Me".

### 2013–2016: "X"eRoyalty
Em 8 de novembro de 2012, em entrevista com a estação de rádio Power 106 em Los Angeles, Brown estreou "Nobody's Perfect" como suposto primeiro single do seu sexto álbum, sob o título de Carpe Diem, previsto para ser lançado em 2013. A música nunca foi lançada e, após concluir sua turnê Carpe Diem no final de 2012, o próximo álbum de estúdio de Brown começou a se desenvolver. A MTV News confirmou o desenvolvimento do álbum, com Brown colaborando com os produtores Timbaland, Danja e Diplo.
Em maio de 2013, Brown confirmou que estava trabalhando em um novo álbum "X", anteriormente chamado de Carpe Diem. Chris disse que voltaria as origens do R&B no álbum e ficaria longe das batidas eletrônicas, no qual ele fez sucesso nos últimos dois álbuns. O primeiro single foi a canção Fine China. A canção recebeu críticas positivas dos críticos, principalmente da música, que consideravam a música "contagiante e memorável", principalmente por seu estilo "retrocesso", também citando Justin Timberlake e Michael Jackson. A canção conseguiu um sucesso moderado em diversos países como Austrália, Nova Zelândia, Inglaterra e Estados Unidos. O segundo single foi a música "Don't Think They Know" com a falecida cantora Aaliyah. Em julho, Chris decidiu adiar o álbum para agosto e depois ele foi novamente adiado para novembro.
Depois de sua performance no BET Awards 2013, Chris Brown anunciou que o terceiro single do álbum seria "Love More", com Nicki Minaj. Em 19 de julho, ele lançou a capa do single. Em 16 de julho, a canção foi lançada para download digital e, uma semana depois, a canção foi enviada para a rádio. O vídeo para o single foi filmado em agosto, em Los Angeles , Califórnia, com aparentemente 60 de dançarinos de Brown. A canção chegou ao número 23 na Billboard Hot 100.
Após novos problemas com a justiça em um caso de agressão em Washington, Brown foi condenado a uma internação em uma clínica de reabilitação. Após sair da clínica Brown gravou o clipe de seu quarto single do álbum. A faixa "Loyal" com parcerias de Lil Wayne, Tyga ou Too Short ou French Montana, dependendo da versão. A canção alcançou a posição 9 na Billboard Hot 100 nos Estados Unidos e também entrou no top 10 do Reino Unido e mais quatro países. Até o fim de 2017, a canção já havia vendido 3 mil de cópias nos Estados Unidos, de acordo com a Nielsen Soundscan, ganhando o certificado de 3x platina pela RIAA.
Em 5 de março de 2014, vazou na internet uma versão da canção New Flame com o rapper Rick Ross. Em 29 de junho seguinte, Brown divulgou um vídeo de trinta segundos da canção no Instagram informando que a música contaria com as colaborações de Rick Ross e Usher e serviria como quinto single de seu sexto álbum de estúdio, X. Três dias depois a canção foi lançada para download digital. Em 3 de agosto Brown confirmou via Instagram que o álbum seria lançado no dia 16 de setembro, e em 6 de agosto revelou a capa do álbum.
A tracklist do álbum foi divulgada junto com a pré-venda em 25 de agosto revelando colaborações com Trey Songz, Akon, R.Kelly e Kendrick Lamar. o álbum estreou na segunda posição da Billboard 200 vendendo mais de 160 mil cópias na primeira semana e rendendo a Brown três nomeações ao Grammy em 2015. Em 24 de fevereiro de 2015, Brown deu sequencia ao seu trabalho colaborativo de 2010 com Tyga, intitulado Fan of a Fan: The Album. Gerando a música de sucesso Ayo, que alcançou a posição 21 nos EUA e a de número 6 no Reino Unido. Em 2015 também, Brown embarcou na Between on The Sheets Tour com Trey Songz. No verão de 2015, Brown fez uma parceria com o Deorro na música Five More Hours, que foi sucesso em países europeus rendendo certificado de platina na Itália, Noruega, Suécia e no Reino Unido.

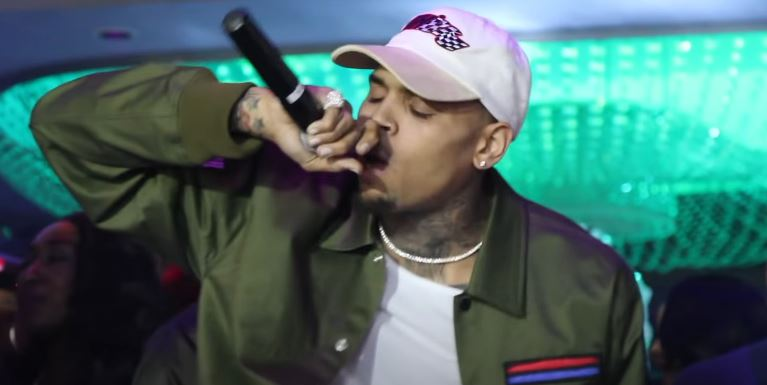
Brown em 2016, durante show em Miami

Em julho, Brown divulgou um single inédito a faixa Liquor. A faixa estreou na posição 96 na Billboard Hot 100, marcando a trigésima quinta entrada solo de Brown na parada musical. No dia 22 de agosto, Brown confirmou que seu novo álbum teria o nome de Royalty, em homenagem a sua filha. O vídeo da canção Liquor foi lançado no Vevo em 25 de setembro, em um vídeo conjunto com uma nova música, "Zero". Todos os clipes seguintes do álbum seguiram uma continuação formando um curta metragem. Em 16 de outubro, Brown revelou a capa do álbum que era ele com sua filha Royalty em seus braços em uma foto preto e branco. No dia 13 de outubro, Brown anunciou que o álbum seria lançado em 27 de novembro. No entanto, posteriormente afirmou que o álbum seria lançado no dia 18 de dezembro. Em 27 de novembro, Brown lançou de graça uma Mixtape com 34 músicas chamada "Before the Party", que tinha como parcerias Rihanna, Wiz Khalifa, Pusha T, Wale, Tyga, French Montana e Fetty Wap. O álbum foi lançado no dia 18 de dezembro de 2015, e estreou no número 3 na Billboard 200, vendendo 184 mil unidades (162 mil na versão pura do álbum) na primeira semana. Esse foi o sétimo álbum solo consecutivo de Brown a estreia no top 10 nos Estados Unidos.

### 2017–2019: Álbuns duplos
Em 1 de maio de 2016, Brown anunciou o seu oitavo álbum de estúdio intitulado Heartbreak on a Full Moon. A primeira música promocional do álbum, "Grass Ain't Greener", foi lançada no dia 5 de maio. Ainda no mês de maio, o cantor participou do lançamento da linha Streetwear da marca de tênis Snipes na campanha de 2016. Em 16 de dezembro, Brown lançou o primeiro single do álbum, "Party", com parcerias de Usher e Gucci Mane. Em 24 de março de 2017, Brown lançou o segundo single do álbum, a música "Privacy". Brown lançou em 2017 um documentário sobre sua vida, onde conta sobre os bastidores de sua origem, o sucesso meteórico e os problemas pessoais. Welcome to My Life foi lançado em cinemas selecionados e depois na Netflix.

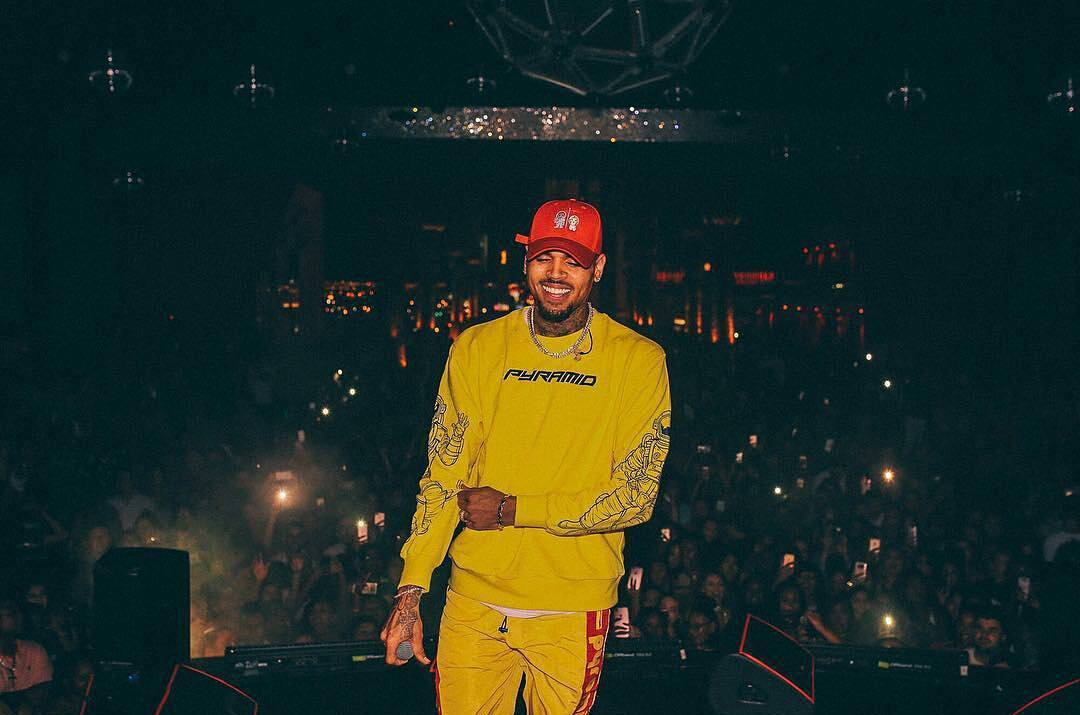
Brown em performance na cidade de Las Vegas, em 2017

"Heartbreak on a Full Moon" estreou na terceira posição na Billboard 200, a principal parada musical que ranqueia os álbuns mais populares da semana no Estados Unidos, vendendo o equivalente a 68 mil cópias, mesmo tendo apenas três dias de contagem de vendas semanal, marcando o nono top 10 do artista. O álbum marcou a sétimo entrada do cantor no topo da Billboard Top R&B/Hip-Hop Albums. Na segunda semana o álbum se manteve na terceira posição na Billboard 200, vendendo o equivalente a 73 mil copias. No fim de 2017, o álbum havia vendido o equivalente a 608 mil copias, terminando 2017 como trigésimo sexto álbum mais popular do ano. Até julho de 2018, o disco acumulou mais de três bilhões de transmissões continuas mundialmente. Em 2018 Heartbreak on a Full Moon foi vigésimo oitavo álbum mais popular do ano, vendendo o equivalente a 618 mil copias, sendo certificado como platina dupla pela RIAA.
Em 15 de março de 2018, Brown apareceu em um novo single do rapper humorístico Lil Dicky. A canção "Freaky Friday" teve seu videoclipe lançado no dia 9 de abril, tendo participações de Ed Sheeran, Kylie Jenner e DJ Khaled. O vídeo alcançou mais de 100 milhões de visualizações e liderou as paradas na Nova Zelândia e no Reino Unido, além de chegar ao top 10 da Billboard Hot 100. Terminando o ano como a 55ª música mais popular nos EUA e a 14ª no Reino Unido. Em 2019, Brown assinou um novo contrato com a gravadora RCA Records. Com o novo acordo em vigor, Brown passou a ter suas gravações com mais direitos reservados a si mesmo, tornando-o um dos mais jovens artistas a ter esse tipo de contrato na gravadora, aos 29 anos de idade.
No dia 4 de janeiro de 2019, Brown lançou "Undecided", o primeiro single de seu nono álbum, Indigo, ao lado de um vídeo para a música produzido por Scott Storch , que já havia trabalhado com Brown em 2005 em seu sucesso Run It!. Já no dia 11 de abril, ele lançou o segundo single do álbum intitulado "Back to Love".  O terceiro single, "Wobble Up", foi lançado uma semana depois com Nicki Minaj e G-Eazy, anunciando que o álbum seria lançado em junho. Em 8 de junho, Brown lançou a música No Guidance com participação de Drake. Estreou no nono lugar na Billboard Hot 100 dos EUA, tornando-se a 15ª canção a atingir o top 10 de Brown, e mais tarde alcançou o número 5, sendo o primeiro top 5 de Brown desde 2008. A canção ainda recebeu uma indicação ao Grammy Awards de 2020 e foi a vencedora da Canção do ano, no Soul Train Music Awards de 2019.
Indigo foi oficialmente lançado em 28 de junho de 2019 como um álbum duplo, marcando o segundo álbum de Brown a ser lançado neste estilo.  Nos Estados Unidos, Indigo estreou em primeiro lugar na Billboard 200 com 108.000 cópias vendidas ao álbum, tornando o seu terceiro álbum número um nos Estados Unidos. O álbum também acumulou 97,95 milhões de fluxos de áudio sob Stream nos Estados Unidos para suas 32 faixas, sendo o 38º álbum mais popular de 2019 pela Billboard e o 51º em 2020. O álbum ainda gerou outro single de sucesso, "Heat", que liderou a parada de ARhythmic da Billboard, e rendeu a Brown seu 13º número um na parada, e o segundo em 2019. O álbum recebeu o certificado de platina pela RIAA, por ultrapassar 1 milhão de cópias. O álbum se tornou o mais longevo de Brown na parada americana, permanecendo 141 semanas (dois anos e oito meses) Billboard 200.

### 2020–2024:Breezye11:11
No dia 29 de abril de 2020, Brown anunciou o lançamento de uma mixtape em colaboração com o rapper Young Thug, Slime & B foi lançado em 5 de maio de 2020 e gerou o sucesso, "Go Crazy". A canção chegou ao top 3 da Billboard Hot 100, e foi número 1 na Billboard Radio Songs, sendo a primeira canção de Brown a liderar a parada desde Forever, em 2008, se tornando o seu maior sucesso em 13 anos. Também foi a 18º música de Brown a alcançar o top 10 np UK Singles Chart. A canção se tornou a mais longa permanência de Brown em semanas consecutivas no Hot 100 da Billboard, além de deixar Brown empatado com Usher e Bruno Mars, com 13 músicas número 1 nas paradas de Rhythmic da Billboard.

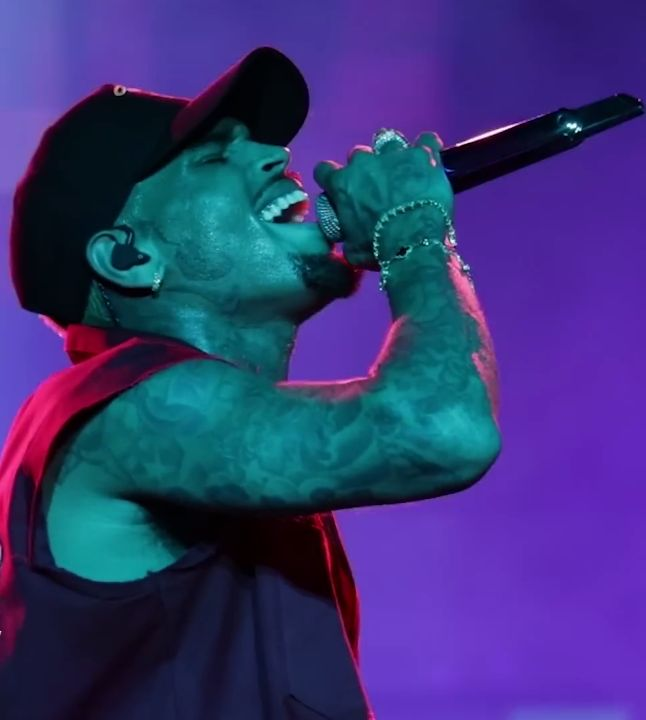
Brown em 2023, durante show na Jamaica

Em 11 de maio, Brown se tornou o oitavo artista da história a ter 100 músicas que alcançaram o Hot 100 nos EUA, com a parceria na canção Not You Too, lançada por Drake. Em 9 de Julho de 2020, Brown anunciou que seu próximo álbum se chamaria "Breezy", em referência a seu apelido pessoal. Em 18 de dezembro de 2021, ele disse que o single principal de Breezy seria lançado em janeiro de 2022. Em 14 de janeiro de 2022, ele lançou o single "Iffy", que alcançou a posição #1 no Rhythmic Radio Chart em 3 de abril de 2022, e a posição 71 no Hot 100. O segundo single lançado foi "WE (Warm Embrace)" em 15 de março. Em 24 de junho de 2022, Breezy foi lançado com as participações especiais de Lil Durk, Capella Grey, Fivio Foreign, Lil Wayne, Yung Bleu, Lil Baby, Wizkid, H.E.R.., Bryson Tiller, Ella Mai, EST Gee, Jack Harlow, Blxst e Tory Lanez, e alcançou a posição de número 4 na Billboard 200. Embora as canções do álbum breezy tenham tido um desempenho modesto nas paradas musicais, Brown viu viralizar a canção Under the Influence", originalmente lançada na versão deluxe de Indigo, em 2019. A canção alcançou o top 10 no streaming na Austrália, Luxemburgo, Grécia, Malásia, Nova Zelandia, Africa do Suíça, e Reino Unido. A música também estreou em setembro de 2022 na Billboard Hot 100, alcançando a posição 14. A canção se tornou a primeira de Brown a fazer parte do clube do bilhão no Spotify, fazendo de Brown o primeiro artista masculino que estreou na década de 2000 a alcançar a marca com uma música lançada na década de 2020.
No verão do hemisfério norte de 2023, Brown lançou a canção Summer Too Hot, e sinalizou que estava trabalhando em um novo álbum. O clipe da canção, lançado em setembro, foi gravado nos estúdios Warner Bros. e reúne diversos dançarinos que trabalharam com Brown em seus primeiros clipes, como Run It! e Say Goodbye lançados em 2005. A canção marcou a 13ª de Brown a chegar no topo das paradas de Rhythmic da Billboard aumentando o recorde de Brown. A canção também foi nomeada ao Grammy Awards de 2024. Em outubro, Brown lançou o single Sensational, com influências do Afrobeat, e anunciou o lançamento de seu álbum 11:11 para o dia 11/11. O álbum teve um desempenho modesto em relação aos anteriores de Brown na Billboard 200, mas foi o suficiente para estrear no top 10, fazendo com que Brown aumentasse seu recorde de 18 anos com estreias no top 10 americano. O álbum também estreou na primeira posição entre os álbuns de R&B.
Em janeiro de 2024, a faixa Sensational estreou na Billboard Hot 100, fazendo de Brown o primeiro artista solo do século XXI, a conseguir músicas no chart americano por 20 anos consecutivos, entre 2005 e 2024. Brown também se tornou apenas o sexto artista da história a realizar o feito, junto de Elton John, Rod Stewart, Stevie Wonder, Madonna, e Elvis Presley. Em abril de 2024, Brown lançou a versão deluxe de seu álbum 11:11, com mais 13 faixas inéditas que incluíam parcerias com Bryson Tiller, Joyner Lucas, Lil Wayne, Tee Grizzley, Mario e Davido. Brown também anunciou a turnê 11:11, com 26 datas pela América do Norte e com as participações de novas cantoras promissoras do R&B, Maeta, Ayra Starr e Muni Long. Em seu penúltimo show da turnê, Brown sinalizou aos fãs que voltaria em 2025, ano do 20º aniversário de seu primeiro álbum. Em setembro de 2024, anunciou shows em Joanesburgo e São Paulo Os mais de 100 mil ingressos esgotaram em menos de duas horas em ambas cidades, consolidando a popularidade de Brown nos países. Brown também se tornou o primeiro cantor pop com mais de 40 músicas certificadas de platina pela RIAA. Brown lançou também como single a faixa Residuals. A faixa foi listada como a 9ª melhor canção de R&B pela Vibe e a 3ª melhor pelo Spotify.Também foi nomeada ao Grammy na categoria "Melhor Performance de R&B" e venceu o NAACP Image Award na categoria "Melhor Canção Soul/R&B". Recebeu 3 indicações no Grammy Awards de 2025, vencendo a categoria de melhor álbum de R&B. Brown também venceu o prêmio de "Artista Masculino do Ano" no NAACP Image Award.

### 2025 - Presente: Turnê BreezyBowl XX
Em 2025, Brown anunciou uma nova turnê mundial em celebração aos 20 anos de sua carreira com o aniversário de seu álbum de estreia lançado em 2005. A turnê em estádios teve mais de 50 datas anunciadas inicialmente para Europa e América e com participações de abertura de Summer Walker, Bryson Tiller e Jhené Aiko. Devido ao sucesso de vendas, novas datas foram anunciadas em cidades como Manchester, Londres, Las Vegas, Atlanta e Nova Jersey. Em 2025, Brown também se tornou o segundo artista a alcançar a marca de 100 semanas em 1º lugar na Billboard R&B/Hip-Hop Airplay ao marcar sua 11ª música a alcançar o primeiro lugar com Residuals.
Em maio, Brown compareceu no Reino Unido para resolver uma pendência jurídica de 2023, onde foi acusado de agressão com uma garrafa a um homem em uma boate de Londres. Brown foi mantido em custódia pela corte de Londres e indiciado junto de outro homem por lesão corporal grave. Após 6 dias, Brown foi liberado para seguir sua turnê sob uma fiança de  £5 milhões. Ele terá de se apresentar para novas audiências na corte de Londres. Em maio, Brown recebeu mais 21 certificações da RIAA, se tornando o artista masculino com mais vendas na era digital e o artista de R&B contemporâneo com mais certificações de multiplatina, platina e ouro.  Em Junho, Brown anunciou o lançamento de um novo single intitulado Holy Blindfold. Prestes a iniciar a parte da américa do norte em sua turnê, Brown lançou uma nova música, com Bryson Tiller, chamada 'It Depends'. 

## Vida pessoal

### Condenação por violência doméstica
Em 8 de fevereiro de 2009, Brown e a cantora Rihanna iriam fazer uma atuação na cerimônia 51st Grammy Awards, mas no entanto teria sido cancelada, supostamente devido a um acidente. Logo a seguir foi dada a notícia que Chris Brown teria agredido Rihanna, recorrendo a socos, pontapés e mordidas, facto que teria levado a cantora ao hospital. Em 5 de Março, Brown teve a audiência, e foi julgado por ter agredido a cantora. O advogado da cantora afirmou que esta, não queria qualquer tipo de proteção em relação ao cantor.  Ainda no mês de Maio, Brown completou 20 anos de idade e ocorreu a quarta audição do caso de violência doméstica, e ficou marcada uma quinta audição para ouvir os testemunhos, incluindo Rihanna que testemunhou na audiência preliminar, em seguida aconteceu o julgamento.
No dia 22 de junho de 2009, Brown se declarou culpado de um crime e aceitou um acordo de confissão para ter trabalho comunitário, cinco anos de liberdade condicional e aconselhamento sobre violência doméstica. Foi ainda advertido que se não se mantivesse numa distância de cinquenta metros da cantora e se não cumprisse o acordo no tribunal, poderia ser condenado a quatro anos de prisão de regime fechado. Várias organizações contra a violência doméstica criticaram o acordo judicial, defendendo que a punição não era severa o suficiente para o crime; o nível de influência de Brown sobre a juventude também foi examinado. Em 20 de julho de 2009, Brown lançou um vídeo de dois minutos em sua página oficial do YouTube pedindo desculpas aos fãs e a Rihanna pelo ataque, expressando o incidente como seu "mais profundo arrependimento" e dizendo que se desculpou repetidamente com Rihanna e "assume total responsabilidade" No vídeo, Brown disse que queria falar mais cedo sobre o caso, mas foi aconselhado por seu advogado a não fazê-lo até que as ramificações legais fossem resolvidas.
Em 2 de setembro de 2009, Brown falou sobre o caso de violência doméstica em uma entrevista pré-gravada ao programa Larry King Live, sua primeira entrevista pública sobre o assunto. Foi acompanhado na entrevista por sua mãe, Joyce Hawkins, e pelo advogado Mark Geragos, enquanto ele discutia sobre crescer em uma casa com sua mãe sendo repetidamente agredida por seu padrasto. A mãe de Brown disse que Brown "nunca, nunca foi uma pessoa violenta, nunca" e que ela não acredita no ciclo de violência. Brown disse que é "difícil" para ele olhar para a famosa fotografia divulgada do rosto machucado de Rihanna, que pode ser a única imagem que o assombrará e definirá para sempre, e que ele ainda a amava. "Tenho certeza de que sempre poderemos ser amigos", disse Brown,

Olho para aquela foto e penso: ‘Esse não sou eu’, [...] Odeio isso até hoje. É algo que vai me assombrar para sempre.

— Brown sobre agressão a Rihanna
Em 20 de março de 2015, a liberdade condicional de Brown terminou, encerrando formalmente o caso de crime decorrente do ataque a Rihanna que aconteceu mais de seis anos antes. Em um autodocumentário de 2017, Welcome to My Life, Brown detalha o relacionamento abusivo que teve com Rihanna, dizendo que as brigas verbais e físicas entre os dois eram constantes. Brown também conta que a agressão aconteceu durante uma briga após Brown mentir sobre um encontro sexual com alguém que trabalhava com ele antes de seu relacionamento. “Ela jogou meu telefone, começou a dizer que me odiava. Nós estávamos em uma pequena Lamborghini e ela começou a me bater. E, em vez de eu pedir para ela se acalmar, e explicar que estava falando a verdade, decidi ser mau. Lembro que ela tentou me chutar, mas aí eu bati nela com força, com o punho fechado, eu dei um soco nela. E quando eu vi o que tinha feito, fiquei em choque. Eu pensei: “Merda, por que diabos eu bati nela?”.
Ele diz que se sentiu como um “monstro” pelo que havia feito e que quando viu a foto do rosto machucado de Rihanna sentiu o peso de tê-la agredido. “Olho para aquela foto e penso: ‘Esse não sou eu’”, afirma. “Odeio isso até hoje. É algo que vai me assombrar para sempre" O cantor ainda declarou se sentir "Um monstro" pelo que fez.

### Cancelamento e boicotes da mídia
Sua condenação por violência doméstica em 2009 recebeu ampla atenção da mídia e afetou negativamente a carreira de Brown, o levando a ser um nome recorrente da cultura do cancelamento. O cantor teve apresentações canceladas e associação evitada por certos artistas, rádios, premiações e empresas.
No dia 11 de fevereiro, Jay-Z disse que, após o ocorrido, Brown era um "homem morto". Já em novembro, Timbaland retirou a parceria com Brown de seu novo álbum. Apesar dos boatos, seu empresário garantiu que o motivo foram apenas "diferentes visões criativas".  Ainda em 2009 após o lançamento de seu álbum Graffiti, o primeiro após a condenação, Brown acusou publicamente lojas varejistas de não colocarem seu disco a venda nas prateleiras. Em sua página no Twitter, Brown postou sobre o ocorrido em uma loja do Walmart no estado de Connecticut, escrevendo: "Eles nem tinham meu álbum nos estoques… nem nas prateleiras, vi por mim mesmo" e "Estou cansado dessa m**. as grandes lojas estão rejeitando meu CD. não o colocam nas prateleiras e mentem para os clientes."
Em 2011, Brown foi escalado para uma performance no programa Dancing with the Stars, onde foi posteriormente criticado pelo próprio apresentador do programa, Tom Bergeron. Ele informou em uma entrevista de que avisou os produtores que não deveriam deixá-lo entrevistar Brown, pois ele não seguiria ordens de perguntas a não serem feitas.
Em 2012, após Brown fazer duas apresentações na cerimônia do Grammy Awards e vencer na categoria de Melhor álbum de R&B, diversas personalidades públicas fizeram críticas a Brown e a academia de artes. A cantora Miranda Lambert escreveu em seu twitter "Chris Brown duas vezes? Eu não concordo. Ele agrediu uma mulher." Miranda voltou a criticá-lo publicamente em um show segurando um cartaz escrito "Anote isso, Chris Brown" e dizendo que de onde ela vem nunca é certo bater em uma mulher e de que essa é a razão pela qual seu pai a ensinou a atirar. Brown ironizou a cantora no twitter, dizendo que ela queria publicidade e pedindo que as pessoas comprassem o álbum dela. Outras personalidades como a cantora Michelle Branch e os atores Sherri Shepherd, Eric Stonestreet, Jack Osbourne e Wil Wheaton também fizeram críticas em suas páginas no twitter. Brown respondeu os críticos em seu twitter dizendo, "Odeiem  quanto quiserem, eu tenho um grammy agora".
Em 2012, cópias do álbum Fortune de Brown, foram alvos de protestos no reino unido, onde adesivos foram colados como alerta para que os clientes não comprassem o álbum. O adesivo dizia: "Cuidado: não compre este álbum! Este homem bate em mulheres”. Em novembro de 2012, o grupo The Original Rudeboys se recusou a tocar na O2 Arena no mesmo dia de Brown, alegando "Não concordarem com a agressão a Rihanna". Em dezembro de 2012, Brown cancelou sua apresentação na Guiana, devido a protestos de um grupo de mulheres.
Em uma entrevista de 2014, mas divulgada apenas em 2016, Prince se pronunciou em defesa de Brown, dizendo que gostaria de ter gerenciado sua carreira e de que nada deveria ser imperdoável. Em 2015, Brown teve seu visto para a Austrália cancelado, sendo obrigado a cancelar a turnê marcada para o país. Em 2016, Bruno Mars demonstrou apoio a Brown em uma publicação no twitter, após Brown sofrer com acusações de violência que acabaram se mostrando falsas. Mars sofreu criticas na internet pela sua declaração. A cantora e atriz Zendaya foi criticada pela mídia por lançar uma música com Brown, que poderia afetar sua imagem na causa feminista. Em 2018, a organização de defesa dos direitos das mulheres, Ultraviolet, criou uma ação para que o Spotify removesse canções de Brown e de outros artistas que tiveram envolvimento em casos de violência.
Em 2018 a artista Vanessa Carlton se pronunciou contra Brown, após o cantor postar um vídeo cantando a canção de Vanessa, A Thousand Miles, Ela disse: "Eu apoio sobreviventes e não perpetradores de violência doméstica. Não quero estar associada a um artista que agrediu mulheres em um dia como hoje. Obrigada" Brown respondeu dizendo: "Eu postei uma música que era e ainda é ótima, e a artista sentiu que estava fazendo seu papel como MULHER em continuar espalhando este tipo de ódio hoje. Não vou apagar a publicação. Só espero que ela saiba que é amada e que sua música é ótima". Ainda em 2018, o aplicativo Snapchat se envolveu em uma polêmica ao criar um jogo onde os usuários poderiam escolher entre "bater" em Rihanna ou "socar" Brown. Após o lançamento do clipe da canção Freaky Friday, Ed Sheeran e Kendall Jenner também sofreram criticas na internet pela afiliação com Brown.
Em 2021 a cantora Lizzo recebeu críticas após um vídeo de sua reação ao ver Brown pela primeira vez viralizar na internet. Na ocasião, Lizzo pediu para abraçar Brown e o chamou de sua "pessoa favorita do mundo". Em 2022, a apresentação de Brown no American Music Awards de 2022 foi cancelada, horas antes. Ele iria fazer uma homenagem ao álbum 'Thriller', de Michael Jackson, que completava 40 anos. Brown informou não saber o motivo do cancelamento. A revista Puck divulgou mais tarde, que o cancelamento ocorreu pela emissora American Broadcasting Company que teria não gostado "da perspectiva de um agressor doméstico condenado festejar um suposto molestador de crianças em uma rede da Disney". Brown postou o ensaio de sua performance nas redes sociais. Na mesma noite, Brown venceu a categoria de melhor artista de R&B masculino, mas não compareceu para receber o prêmio. Após o anúncio de sua vitória, Brown recebeu vaias do público que foram interrompidas pela cantora Kelly Rowland apresentadora da categoria. Rowland agradeceu Brown por "fazer ótima música R&B e por ser um performer incrível." Após receber críticas na internet, Rowland voltou a defender Brown dizendo: "Todos precisamos ser perdoados por tudo o que poderíamos estar fazendo. A graça é real, e todos nós humanos merecemos a graça, ponto final."
Em fevereiro de 2023, a cantora Chloe Bailey recebeu críticas por lançar uma música com Brown. A atriz Kiely Williams foi uma das que criticou publicamente a presença de Brown na canção e o acusou de estar se apropriando de mulheres negras para receber méritos. Brown se defendeu nas redes sociais dizendo "Se vocês ainda me odeiam por um erro que cometi com 17 anos, por favor, vão se ferrar". Brown ainda citou que seu cancelamento seria seletivo e apontou o racismo como principal causa ao citar diversas celebridades brancas que possuem acusações e condenações judiciais por violência e outros crimes, mas que não seriam alvo da Cultura do cancelamento. Brown citou diversas celebridades como Sean Penn, Mel Gibson, Nicolas Cage, Ozzy Osbourne, Tommy Lee, Slash, Charlie Sheen, Steven Seagal, Emma Roberts, Carmen Electra, Christian Slater, Josh Brolin, Tom Sizemore, James Caan, Vince Neil e Mickey Rourke.
Em agosto de 2023, Brown provocou as pessoas que tentam cancelá-lo após novas críticas à cantora Ciara por uma nova colaboração musical entre os dois. Brown chamou as pessoas de "esquisitas". Em setembro de 2023, a cantora Tinashe alegou em entrevista que foi forçada por sua gravadora a lançar uma música com ele. Brown respondeu à cantora com provocações sobre seu sucesso comercial, alegando que ninguém conheceria as músicas da cantora.
Em 2024, Brown expôs ao público a marca Ruffles, patrocinadora do All-Star Weekend, por terem pressionado a NBA a desconvidá-lo de participar do jogo das celebridades. O cantor divulgou em seu Instagram os e-mails recebidos com o convite e que a NBA teria tentado amenizar o corte de sua participação oferecendo lugares na primeira fila, dos quais Brown teria recusado. Em 2024, um grupo de ativistas pelo direito das mulheres, criou uma petição para que o governo da África do Sul revogasse o seu visto no país, o impedindo de realizar seus shows. O grupo alegou o histórico de violência de Brown, como o motivo.

### Segundo relacionamento com Rihanna
Em fevereiro de 2012, Brown e Rihanna voltaram a se aproximar e a trabalhar juntos com o lançamento da faixa Birthday Cake. Em dezembro de 2012, Brown e Rihanna voltaram a ser vistos publicamente juntos pela primeira vez, desde a separação em 2009. Após algumas interações nas redes sociais, os dois foram vistos juntos em Los Angeles, em uma partida dos Lakers pela NBA. Rihanna incluiu em seu álbum Unapologetic mais uma parceria entre os dois na faixa "Nobody Bussiness". Na cerimônia do Grammy em 2013, os cantores se sentaram juntos para assistir a cerimônia. Os dois também foram flagrados pela imprensa em uma viagem a Barbados, país natal de Rihanna. Devido ao caso de agressão, os artistas receberam grandes criticas dos fãs pelo novo relacionamento.
Apesar de rumores sobre um possível casamento, em maio de 2013, Brown confirmou surpreendentemente em uma entrevista que o relacionamento tinha novamente terminado. Ele afirmou que compromissos pessoais e profissionais tornam a relação muito complicada no momento. Apesar de não estarem mais juntos, o músico disse ainda amar a diva. “Eu sempre vou amar esta pessoa”. Brown parabenizou publicamente Rihanna em 2022 pelo nascimento de seu filho e em 2023 por sua performance no Super Bowl.

### Violação de condicional e prisão
Em 27 de outubro de 2013, Brown foi preso por agressão a um homem em Washington. Alegadamente, a briga começou quando duas mulheres queriam tirar uma foto com Brown na frente do hotel W quando dois homens tentaram atrapalhar as fotos. Brown e seu guarda-costas teriam agredido com socos um dos homens. A vítima alegou que ele foi ferido e que Brown tinha quebrado seu nariz. Relatórios policiais iniciais afirmaram que o guarda-costas de Brown deu o primeiro soco, mas relatos posteriores afirmaram que era soco de Brown que havia quebrado o nariz da vítima. No dia seguinte, a polícia reduziu o caso de "crime" para um "delito", liberando Brown após 36 horas em uma prisão de Washington e que foi levado ao tribunal em algemas. Brown foi então libertado e obrigado a se apresentar ao seu agente de condicional na Califórnia em 48 horas.
Em 20 de novembro de 2013, em uma audiência de sua liberdade condicional, Brown foi condenado a 90 dias em uma clínica de reabilitação de controle de raiva. Também teria de se submeter a testes de drogas e tomar as prescrições recomendadas pela instituição. Em dezembro de 2013, em outra audiência, a liberdade condicional de Brown no caso de agressão Rihanna foi revogada; O juiz sentiu que o crime em Washington DC era prova suficiente de que Brown não obedeceu a todas as leis, no entanto, o juiz não enviou imediatamente Brown em custódia devido ao seu progresso impressionante na reabilitação. Depois de Brown completar os 90 dias, o juiz ordenou que ele seguisse residente na estação de tratamento de Malibu até uma audiência no dia 23 de abril de 2014, após ser diagnosticado com Transtorno bipolar e Transtorno de estresse pós-traumático. Em 14 de março de 2014 Brown foi expulso da clínica de reabilitação e enviado para a prisão pois supostamente teria violado normas internas.. Seu segurança foi condenado a um ano de prisão por agressão em Washington, porém Brown teve seu caso reduzido para "delito leve". Mas isso não impediu uma condenação de Brown por violação de sua liberdade condicional do qual cumpria desde 2009. Na condenação Brown assumiu que violou sua condicional e recebeu uma condenação de um ano na prisão do condado de Los Angeles. Porém, como já havia cumprido 234 dias preso em uma clínica de reabilitação por ordem da justiça e aguardando julgamento, Brown teve de cumprir 131 dias preso em uma penitenciaria estadual.
Brown declarou a Billboard em sua primeira entrevista após a prisão de que o acontecido foi necessário para que ele amadurecesse como homem. "Havia um propósito. Talvez eu estivesse muito fora de controle, ou precisasse de algo que me humilhasse até perceber isso. Naquele ponto, não me vi tentando me livrar da situação, mas [querendo] aprender a partir dela" Em 2015, após mais de 6 anos de sua condenação, Brown foi liberado no tribunal de sua liberdade condicional por ter cumprido todas as obrigações legais necessárias do caso.

### Paternidade
Em março de 2015 surgiu na internet a noticia de que Brown era pai de uma menina de 9 meses. De acordo com o TMZ.com, a mãe do bebê é uma ex modelo de 31 anos e se chama Nia. Ela teria se relacionado por um longo tempo com Chris, que nunca assumiu publicamente o namoro.
O "TMZ" publicou ainda que fontes ligadas a Chris disseram que o artista mantém um bom relacionamento com a mãe da sua filha, apesar da gravidez não planejada. Segundo a fonte, ele estaria muito feliz com a paternidade. A namorada do cantor a modelo Karrueche Tran terminou o relacionamento com Brown após surgirem as noticias. Dias depois Brown assumiu que era pai em uma postagem por uma rede social com fotos da filha, que se chama Royalty. “Deus me abençoou com uma outra de mim”, disse Brown. Em setembro Brown conseguiu no tribunal a guarda conjunta de sua filha. Em 2019 e 2022, Brown deu as boas-vindas a um filho e uma filha, cada um com uma mulher diferente.

### Outros relacionamentos
Brown teve um longo relacionamento com a modelo Karrueche Tran, nos anos de 2010 à 2011,e novamente entre 2014 à 2016. O relacionamento terminou na primeira vez devido à aproximação e reconciliação de Brown com Rihanna. Na segunda parte do relacionamento, Tran protagonizou o clipe da faixa Autumn Leaves ao lado de Brown, mas o segundo término ocorreu devido a traições de Brown e a descoberta de sua paternidade. Após o segundo término, Brown tentou se reconciliar com Karrueche publicamente em diversas ocasiões, incluindo em letras de músicas. Tran conseguiu no tribunal uma ordem restritiva contra Brown, e alegou que o cantor continuava a perseguindo e ameaçando após o término do namoro.

### Outras acusações e desentendimentos
Em março de 2011, Brown quebrou seu camarim após entrevista no programa da ABC, Good Morning America. No programa, Brown se mostrou visivelmente irritado com as perguntas da repórter sobre sua relação com Rihanna que supostamente não estavam permitidas, se negando a respondê-las.
Em 14 de junho de 2012, Chris estava com amigos na boate WIP em Nova Iorque onde também estavam o rapper Drake e seus amigos. A briga teria acontecido por conta de Rihanna, ex-namorada de Brown, com quem Drake estaria tendo um relacionamento. Após uma discussão entre as comitivas dos artistas, garrafas foram arremessadas e cinco pessoas ficaram feridas, inclusive Brown. A polícia esteve no local, mas nenhum crime foi denunciado. Os artistas fizeram as pazes anos depois, ao participarem da premiação ESPYS na ESPN, e por colaborarem juntos na faixa No Guidance, em 2019.
Em janeiro de 2013 Chris Brown se envolveu em uma briga com o cantor Frank Ocean em Los Angeles. Chris e Frank teriam se desentendido por causa de uma vaga de estacionamento em um estúdio de gravações, onde Brown teria sido impedido de estacionar na vaga de Ocean. As agressões aconteceram entre amigos e seguranças dos artistas, e a polícia foi chamada. Apenas Ocean permaneceu no local para prestar depoimento. Brown, por meio de seus advogados, se colocou à disposição da polícia para prestar depoimento e que as imagens das câmeras mostrariam que ele não participou da briga. Brown foi fotografado no dia seguinte com um curativo nas mãos e posteriormente Ocean decidiu não prestar queixa.
Em agosto de 2016, a policia de Los Angeles cercou a casa de Brown após uma denuncia de que o cantor havia ameaçado uma mulher com uma arma de fogo em sua própria casa. Brown chegou a ser preso e liberado em seguida após uma fiança de 250 mil dólares. Pelas redes sociais Brown negou as acusações e criticou a mídia e os policiais. Seu advogado afirmou posteriormente de que as denuncias eram falsas, e que nenhuma arma ou drogas foram encontradas pela policia no local. Ainda em 2016, Brown se envolveu em uma polêmica com a cantora Kehlani, depois de ela publicar nas redes sociais um desabafo sobre sua tentativa de suicídio. Brown ironizou, alegando que ela apenas queria curtidas e causar uma simpatia do público devido às acusações de traição ao namorado, Kyrie Irving, amigo de Brown. Ele e Kehlani fizeram as pazes posteriormente.
Em 2018, Brown foi preso pela polícia no estado da Flórida logo depois de realizar um show, e liberado depois de pagar uma fiança de $ 2 mil. O motivo seria um mandado de prisão do ano anterior devido a uma acusação de agressão feita por um fotografo na cidade de Tampa. Em maio de 2018, Brown recebeu uma acusação de ser cúmplice em um caso de violência sexual durante uma festa na sua própria casa. A acusação foi posteriormente retirada pela suposta vítima. Em janeiro de 2019, Brown foi conduzido para depoimento em uma delegacia de Paris, após uma mulher não identificada ter denunciado um estupro em um quarto de hotel reservado por Brown. Ele foi posteriormente liberado sem acusações formais. Brown iniciou um processo contra a mulher por difamação. Em 2021, a promotoria de Los Angeles inocentou Brown por falta de provas, de uma nova acusação de agressão, feita por uma mulher.
Em 2023, portais de noticias apontaram que Brown se teria envolvido em uma briga no seu 34º aniversário com seu amigo de longa data, o cantor Usher. Nenhum dos envolvidos comentou sobre o assunto. Em 2024, após apresentação de Usher no Super Bowl, Brown fez uma publicação de apoio nas redes sociais. Usher, por sua vez, respondeu às perguntas dos fãs sobre não ter convidado Brown para participar da apresentação, mas negou que tivesse problemas com Brown. Em 2023, Brown teve um desentendimento com o cantor americano Robert Glasper, depois de perder para ele na categoria de Melhor Álbum de R&B no Grammy. Brown se demonstrou revoltado com o resultado dizendo "Quem diabos é Robert Glasper?". Brown se desculpou horas depois com Glasper, dizendo "Parabéns, meu irmão. Gostaria de me desculpar se você se ofendeu com minha reação no Grammy. Você não era o alvo pretendido e sei que fui muito rude e maldoso [...] A organização não está retribuindo a nós, negros, nosso devido empenho. Você e eu nunca deveríamos estar na mesma categoria, duas vibrações e gêneros diferentes.
Em 2024, Brown se envolveu em uma série de discussões com o rapper Quavo através do lançamento de músicas Diss. As provocações começaram com uma provocação de Brown ao grupo Migos na sua faixa "Freak", mas Quavo respondeu em um verso de sua música "Tender" com provocações sobre o término do relacionamento de Chris com Karrueche, e fazendo uma menção indireta a condenação de Brown por violência doméstica. Em 20 de abril, Brown respondeu Quavo com uma série de acusações e provocações através de uma Diss chamada "Weakest Link" que foi amplamente aclamada pela imprensa especializada do rap. Quavo fez nova resposta com a Diss "Over Hoes & Bitches", atacando Brown por notícias de seu passado.  Brown foi em suas redes sociais rir da diss de Quavo, dizendo que o rapper teria feito um rap de pesquisas no Google, e que isso não precisava de uma resposta.
Em outubro de 2024, o Investigação Discovery lançou um documentário chamado, Chris Brown: A History of Violence. Na produção, é apresentado um compilado das acusações recebidas por Brown, incluindo depoimentos de especialistas em casos de violência e de supostas vitimas de casos que foram rejeitados pela justiça. Em janeiro de 2025, Brown confirmou que abriu um processo contra a Warner Bros. e a Discovery em 500 milhões de dólares por difamação. Segundo os advogados de Brown, as emissoras publicaram acusações comprovadamente falsas de forma maliciosa e ignoraram as provas enviadas pela equipe jurídica de Brown sobre os casos. O processo afirma que o dinheiro será encaminhado a entidades de apoio a vitimas de violência doméstica.
Em maio de 2025, Brown compareceu nas vésperas de sua turnê pelo Reino Unido para responder uma acusação de agressão. O delito teria ocorrido em 2023 contra um produtor musical que teria sido agredido com uma garrafa em uma boate de Londres. Brown foi detido pela polícia em seu hotel e teve fiança negada em audiência preliminar. Após 6 dias, Brown foi liberado sob fiança de 5 milhões de libras. Em Julho, Brown se declarou inocente das acusações em um tribunal de Londres, forçando a realização de um julgamento. A suposta vitima retirou as acusações dias antes, fazendo com que o caso possivelmente seja resolvido fora dos tribunais. 

### Saúde mental
Brown despertou preocupações do público com sua saúde mental e o abuso de substancias. Em 2009 após o caso de agressão a sua ex-namorada Rihanna aos 19 anos, Brown admitiu ter abusado de drogas e sofrido de depressão. "Eu não estava dormindo, mal comia, eu só estava ficando chapado". Brown também admitiu ter pensado em suicídio, mas ressaltou ao público que isso nunca deve ser considerado como a resposta. Em 2012, fãs apontaram que Brown estaria perdendo muito peso. Fontes próximas ao cantor alegaram que ele e sua namorada estavam abusando do uso de MDMA Em 2013, fãs de Brown e Rihanna se demonstraram preocupados com a perda de peso do casal, que levantavam suspeitas sobre o abuso de drogas. O casal era visto publicamente com uso recreativo de Marijuana. O pai de Brown se mostrou preocupado com o relacionamento dos dois, citando que temia por problemas a Brown como o de artistas como Amy Winehouse, Whitney Houston e Michael Jackson.
Em agosto de 2013, paramédicos foram chamados a um estúdio devido a Brown ter sofrido uma convulsão. Um representante de Brown confirmou ao site da revista US Weekly que o cantor sofreu uma convulsão não epiléptica e não foi internado. “O médico dele foi ao encontro nesta tarde e atribuiu a convulsão a fadiga intensa e ao extremo stress emocional.” Brown foi obrigado pela justiça a se internar em uma clínica de reabilitação para uma terapia de controle de raiva. Na instituição, Brown foi diagnosticado com Transtorno de estresse pós-traumático, Transtorno bipolar e Insônia severa. Segundo o TMZ, um documento dizia que o cantor se tornou agressivo por conta de sua doença mental sem tratamento, para piorar, ele estaria se auto medicando, o que acabou por agravar o problema. Após o fim de seu período na prisão, Brown informou em uma entrevista que embora sempre tenha relutado, agora estava cuidando de sua saúde mental com Terapia duas vezes por semana.
Em 2017, a Billboard publicou uma matéria com afirmações de que Brown estaria novamente envolvido com o abuso de substancias após mais de um ano de sobriedade. Na reportagem, supostas testemunhas próximas a Brown, teriam relatado que ele não estaria cumprindo seu tratamento de saúde mental, e estaria passando seu tempo em casa abusando de drogas como Purple drank, Alprazolam e Maconha. O resultado estaria sendo mudanças de humor, alterações no sono e agressividade, que afetavam o relacionamento de Brown com seus funcionários. Um funcionário da casa de Brown teria dito que precisava checar seu pulso enquanto ele dormia em alguns dias. Outro funcionário que teria trabalhado com Chris na turnê One Hell of a Night em 2016, informou que pessoas da equipe teriam se demitido ao não se sentirem seguras com Brown. "Chris sóbrio é um cara sólido com um grande coração. Chris saindo das drogas é ingrato, insatisfeito e uma pessoa desagradável com quem a maioria das pessoas não quer lidar”. Brown se defendeu das acusações da reportagem, dizendo ao público que estava saudável e focado em seu trabalho. Ele alegou que as notícias negativas sobre seu nome sempre surgiam quando ele estava prestes a lançar um novo projeto. Brown mostrou uma reforma em seu estúdio particular e informou aos fãs que estaria dedicando seu tempo ao seu trabalho.

### Crenças
Brown é cristão e ao discutir sua educação, afirmou: "Estávamos acostumados com dois pares de sapatos durante o ano letivo. Eu era uma daquelas crianças que tinha mais roupas de igreja do que de escola." Ele também discutiu sobre sua fé, dizendo que "ele experimentou o Espírito Santo enquanto cantava na igreja". Brown afirmou ter feito sua primeira tatuagem aos 13 anos no braço. Um desenho do rosto de Jesus com notas musicais, que simbolizava o dom que ele recebeu de cantar.
Depois de ser libertado da prisão em 2 de junho de 2014, Brown escreveu que estava "humilhado e abençoado" e twittou as palavras "Obrigado, DEUS". Em 2015, ele disse durante entrevista para a Vibe, que Deus é a única coisa que ele tem medo. Falando sobre orações, ele disse: “Eu rezo todos os dias, acho que oramos inconscientemente também." Brown também já citou Deus em composições de músicas.

### Filantropia
Em 2007, Brown doou parte de seu cachê da turnê Up Close & Personal a programas do hospital infantil St. Jude Children's Research. Brown é membro participante da fundação Kids Wish, e um dos criadores da Symphonic Love Foundation que apoia os jovens e as artes através de doações de bolsas de estudos para organizações artísticas focadas em crianças carentes, vitimas de violência doméstica e HIV.
Em 2013, Brown fez uma campanha de doações de tênis a crianças carentes de Los Angeles junto da marca Reebok. Brown doou bolsas de estudo para jovens destaque da academia de dança Debbie Allen Brown também já fez doações de obras para leilão na fundação AIDS Foundation de Elton John Brown também participou em 2017 da campanha Get Schooled, com doações de recursos para escolas localizadas em comunidades menos favorecidas dos Estados Unidos. Brown doou obras de arte em grafite para a organização voluntária  Best Buddies International, que apoia a criação de oportunidades para jovens com habilidades em artes.
Brown também foi elogiado pelo seu trabalho na fundação Jenesse Center. Organização criada para ajudar às vítimas de violência doméstica uma base de suporte abrangente e centralizada para ajudá-las a lidar com sua crise imediata e mudar os padrões de suas vidas. Brown ao lado de sua mãe, compareceu a eventos e fez doações. Sobre sua ação, ele disse: "Está no meu coração mostrar aos meus fãs, meus amigos e familiares e às famílias da Jenesse que me apoiaram, que eles estavam certos em me dar outra chance. Estou trabalhando duro para deixá-los orgulhosos."
Em 2023, Brown creditou uma garota sul-africana chamada Naledi Aphiwe, em sua música "Shooter", lançada no álbum 11:11. Naledi viralizou na internet com sua voz ao cantar uma música africana, onde Brown usou como Sampler. Os valores pelos royaltys poderiam chegar a 1 milhão de dólares.

### Negócios
Em 2007, Brown criou sua própria gravadora, a CBE Records ("Chris Brown Entertainment" ou "Culture Beyond Evolution"). Assinou com artistas como Kevin McCall, Sabrina Antoinette, Sevyn Streeter e a banda U.G.L.Y. Desde 2014, apenas os trabalhos de Brown são lançados pela gravadora.
Em 2012, Brown lançou sua própria marca de roupas chamada Black Pyramid, em colaboração com os fundadores da linha de roupas Pink+ Dolphin. Brown constantemente usa roupas de sua marca nas gravações de seus videoclipes. A linha faz vendas mundiais pela internet e possuí loja em Amsterdam. Em 2019, Brown assinou um novo vinculo com sua gravadora RCA Records, onde se tornava o proprietário de seu catálogo musical, tendo a liberdade criativa, de negociações financeiras e tendo o direito aos royalties de todas as exibições das músicas em rádios e plataformas. Isso fez de Brown um dos artistas mais jovens a ter um contrato deste nível.
Brown também já revelou ser o dono de 14 franquias do Burger King e também lançou sua linha de cerais com a marca SoFlo Em 2022, Brown se aventurou no ramo das NFTs, lançando o Breezyverse. O conjunto foi lançado junto de seu álbum Breezy. Em 2023, Brown fez parceria com a marca de venda de Cannabis em parceria com a marca "Originals", lançando a linha "Bussin" Brown também fez parceria com a marca The Auracles, para o lançamento de calçados slides, sob a linha NAMI. Brown também se tronou parceiro de desenvolvimento da marca de automóveis elétricos inteligentes, Faraday Future Estima-se que o patrimônio de Brown seja de cerca de 150 milhões de dólares.

## Estilo artístico

### Influências
Brown cita Michael Jackson como sua maior influência musical. Em suas músicas e principalmente em clipes, é possível ver várias referências ao rei do pop. Brown diz que: "Michael é a razão pela qual eu faço música e dança". Seu clipes e coreografias musicais como Wall to Wall, She Ain't You e Fine China, trazem grandes referências a clipes de Jackson, sendo comparados a clipes como Smooth Criminal, Thriller e Beat It. Ele diz: “Sempre fui envolvido pela música desde muito jovem e meu pai costumava ouvir tantos tipos diferentes de música, de Phil Collins a Elton John, aos Beatles, a Michael Jackson, The Jackson 5, até Naughty by Nature e Tupac Shakur”, ele diz. “Meu pai tinha aquele senso de criatividade quando se tratava de música, então consegui o melhor dos dois mundos. Quando faço músicas diferentes, não gosto de fazer somente Hip hop ou R&B, apenas tento fazer música e alguns dias posso estar com vontade de fazer algo de hip hop, no dia seguinte posso querer apenas ser R&B soul ou então música alternativa ou tecno club para se sentir bem. É diferente e eu simplesmente acho que qualquer que seja o meu humor, tenho essa liberdade e essa bênção para poder mudar isso.
Brown também cita artistas como Usher, R. Kelly, Sam Cooke, Bobby Brown, Marvin Gaye, Ginuwine, Tupac e Naughty by Nature como influências em seu estilo musical. Brown ranqueou seus cantores favoritos de R&B, como sendo Tank, Usher, Brandy Norwood, Tevin Campbell e Sam Cooke. E suas canções favoritas sendo, Braid My Hair" de Mario, "Sleeping in My Bed (Remix)" de  Dru Hill, "Sex, Love and Pain" de Tank, "Superstar" de Usher e "Candy Rain" de Soul For Real.

### Características
Críticos musicais apontam a versatilidade de estilos em que Brown consegue atravessar em sua discografia, apontando como uma introdução ao R&B contemporâneo e nadando fundo no Hip hop. A revista americana Vibe o considerou como o transformador do R&B durante a década entre 2005 e 2015, descrevendo Brown como um artista que floresceu com o R&B tradicional e começou uma evolução no gênero, dizendo que ainda não houve um nível de flexibilidade musical comparável a trabalhos de Brown, como seu álbum F.A.M.E., vencedor do Grammy de Melhor Álbum de R&B, mas que também traz canções de rap, pop e EDM.
Brown possui uma voz de tenor lírica leve , que abrange três oitavas e meia, subindo do baixo F♯ (F2) até seu pico no soprano C♯.(C♯6). Frequentemente descrito como um vocalista dinâmico, as performances vocais de Brown são caracterizadas por harmonização e melisma. Enquanto sua voz em seus dois primeiros álbuns, Chris Brown e Exclusive foram consideradas "jovem", devido à sua idade, os projetos subsequentes como Graffiti e F.A.M.E., foram notados pelo amadurecimento e para uma voz mais distinta, com Brown "se destacando como cantor". Críticos notaram uma enorme flexibilidade em sua voz, com Steve Jones do USA Today elogiando a capacidade do cantor de "dar performances vocais de primeira linha em R&B, Europop, rap, rock e canções acústicas".
Em sua discografia, se destacam canções de puro R&B, como Yo (Excuse Me Miss), Take You Down, No BS, Up To You, Sweet Love, Back to Sleep e WE (Warm Embrace). Canções de pop e EDM, como Forever, Yeah 3x, Turn Up the Music, Beautiful People e Don't Wake Me Up. Canções de rap como Look at Me Now, Till I Die, Pills & Automobiles e Loyal. Canções de Afrobeats, como Sensational e Call Me Every Day. Brown também já foi convidado a participar de canções de artistas de diferentes gêneros, como Rap, Trap EDM, Reggaeton e Afrobeats.
Sua temática lírica principal costuma ser apontada como Hedonista e Melancolica. Suas músicas costumam abordar temas como arrependimentos, sexo, decepções amorosas, festas e solidão. Suas habilidades vocais, de dança e composição são consideradas uma das coisas que o distingue em comparação com outros cantores de R&B de seu tempo. As canções de Brown são apontadas como R&B contemporâneo, mas com grandes influências de hip hop. Além disso, Brown tem trabalhos em músicas de afro-pop, reggaeton, EDM e trap. A revista Vibe declarou sobre Brown em 2005: "Não havia nível de flexibilidade musical comparável. E ainda não há.

### Impacto musical
Brown é constantemente apontado como o "Rei do R&B" ao lado de nomes como Usher e R. Kelly. Suas influências já foram descritas como essenciais para a popularidade de artistas como Drake, e The Weeknd e foi citada diretamente por artistas como Justin Bieber, Zayn, BTS, Bryson Tiller, SZA, H.E.R., Jason Derulo, Tory Lanez, Lizzo, August Alsina PartyNextDoor, Ella Mai, Ty Dolla Sign, Summer Walker e Normani. Brown foi descrito como um artista capaz de "cantar, dançar, atuar, dirigir clipes e comandar o palco" e que sua influência e sucesso deu a liberdade para artistas como Justin Bieber e Drake surgirem. Alguns trabalhos de Brown foram vistos como tendências a outros artistas em anos posteriores. Sua sequencia de videoclipes para o álbum Royalty, e a sua escolha pelo lançamento de álbuns duplos com Heartbreak on a Full Moon, serviram de tendência para outros artistas em anos posteriores, como The Weeknd, Drake, Kanye West, SZA e Taylor Swift. Seu estilo de moda e outfits dos seus clipes, passaram a ser tendência entre outros artistas, atletas e celebridades
O impacto musical de Brown, já foi citado por outros artistas de diferentes épocas, rendendo comparações de seu estilo musical e de moda a artistas como Michael Jackson e Tupac Shakur. Diversos especialistas apontam Brown desde o inicio de sua carreira como um dos nomes mais proeminentes a comparações com Michael Jackson e se tornar o sucessor do "rei do pop". Brown também causou fortes influências de forma global, alcançando artistas de diferentes gêneros ao redor do mundo que se declararam inspirados por sua música. Sua influência foi citada por artistas latinos como Rauw Alejandro, Bad Bunny, Prince Royce, Naldo Benny, MC Livinho e MC Kekel e também por artistas africanos como Davido, Ayra Starr e Tyla além de artistas asiáticos como os membros do BTS, Jungkook, Jimin e RM além do grupo Big Bang.
Em 2007, Michael Jackson declarou em uma entrevista que achava Brown um artista "maravilhoso". Brown declarou em 2008 que recebeu uma ligação de Jackson em seu aniversário e que falaram sobre trabalharem juntos em uma música. A parceria nunca ocorreu devido a morte de Jackson em 2009. Em 2012, o ex-membro do New Edition, Bobby Brown que também teve em sua carreira polêmicas com a mídia, afirmou que Brown merecia respeito, dizendo: "Eu o respeito muito por ele ter mantido sua cabeça erguida enquanto passava por tudo isso" O Cantor Prince declarou em 2014 que ligou a Brown para apoiá-lo e que gostaria de ter sido o mentor da carreira de Brown, e que nada deveria ser imperdoável.

Minha opinião pessoal é que eu não estaria nem respirando ou mesmo sendo capaz de cantar uma música se esse homem não existisse.

— Brown sobre comparações a ser o Michael Jackson de sua geração.
Alguns nomes da música como 50 Cent e Tank, chegaram a dizer que Brown era mais talentoso que Jackson.  Os músicos Fivio Foreign, Azealia Banks, Justin Bieber e Joyner Lucas citaram Brown como o mais próximo de Jackson. Em 2011, R. Kelly que é apontado por muitos como o rei do R&B, apontou que Brown já era o novo dono do título. O filho de Michael, Prince também citou Brown como o melhor incorporador de Jackson O cantor Akon declarou que Brown é "A única pessoa que tem a grandeza de alcançar o Michael Jackson“, mas pondera que isso não aconteceria, “Eu só acredito que o Chris Brown não está cercado por pessoas criativas como o Mike". Usher também chamou Brown de "lenda" ao se dirigir ao cantor em um de seus shows. O apresentador Ebro Darden, afirmou em debate na internet que Brown era atualmente de forma indiscutível o Rei do R&B. Kanye West chamou Brown de "deus" por seu impacto musical apesar da perseguição da mídia, e confirmou se referir a Chris em sua canção Carnival. Wiz Khalifa também citou Brown como o rei do R&B da nossa geração Em 2024, Fat Joe afirmou acreditar que "Se Chris Brown nunca tivesse entrado em polêmica com Rihanna, nós o estaríamos chamando de Michael Jackson agora [..] é uma pena que estejamos mentindo e desistindo do rei do R&B." Joe também acrescentou que as pessoas teriam medo de serem canceladas ao admitir isso.
Brown chegou a assumir em certa ocasião de que era o maior cantor de R&B, ao lado de Usher, R. Kelly e Michael Jackson Mas Brown fez questão de negar as comparações a Jackson, dizendo "Minha opinião pessoal é que eu não estaria nem respirando ou mesmo sendo capaz de cantar uma música se esse homem não existisse”,

### Dança

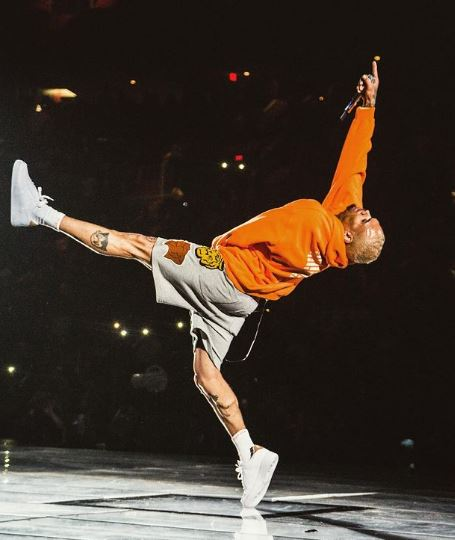
Brown no palco da Party Tour em 2017

As habilidades de dança e presença de palco de Brown são amplamente elogiadas, recebendo amplas comparações com as de Michael Jackson. Brown costuma ser apontado como referência em dança nos seus clipes e em performances ao vivo, sendo visto como um dos artistas mais populares de Breakdance. De acordo com Brown, ele aprendeu sozinho a dançar imitando os movimentos de Jackson desde a infância, então desenvolvendo seu próprio estilo distinto ao longo de sua carreira. A maioria de seus videoclipes apresenta coreografias complexas. como o futurista Turn Up the Music, além de clipes como os de Zero, Wall to Wall, Party, Fine China, Paradise, Loyal Heat e Summer Too Hot.
Algumas de suas apresentações ao vivo de dança mais notáveis incluem sua recriação de "Thriller" no World Music Awards de 2006, suas performances no MTV Video Music Awards em 2007 onde dividiu o palco com Rihanna em uma performance aclamada das canções Wall to Wall e Kiss Kiss, considera posteriormente como a 12ª melhor performance da história da premiação. Em 2010, no BET Awards onde fez um novo tributo a Michael Jackson. E em 2011 onde ele executou uma coreografia que incluiu voar sobre o palco com as canções Yeah 3x e Beautiful People. Também participou de uma performance no Dancing with the Stars da canção Forever e foi elogiado por sua performance no Billboard Music Awards de 2012. E seu medley no Soul Train Music Awards de 2014.
Em filmes como Stomp the Yard e Battle of the Year, Brown mostrou sua habilidade de Breakdance em seus personagens.

### Artes grafite

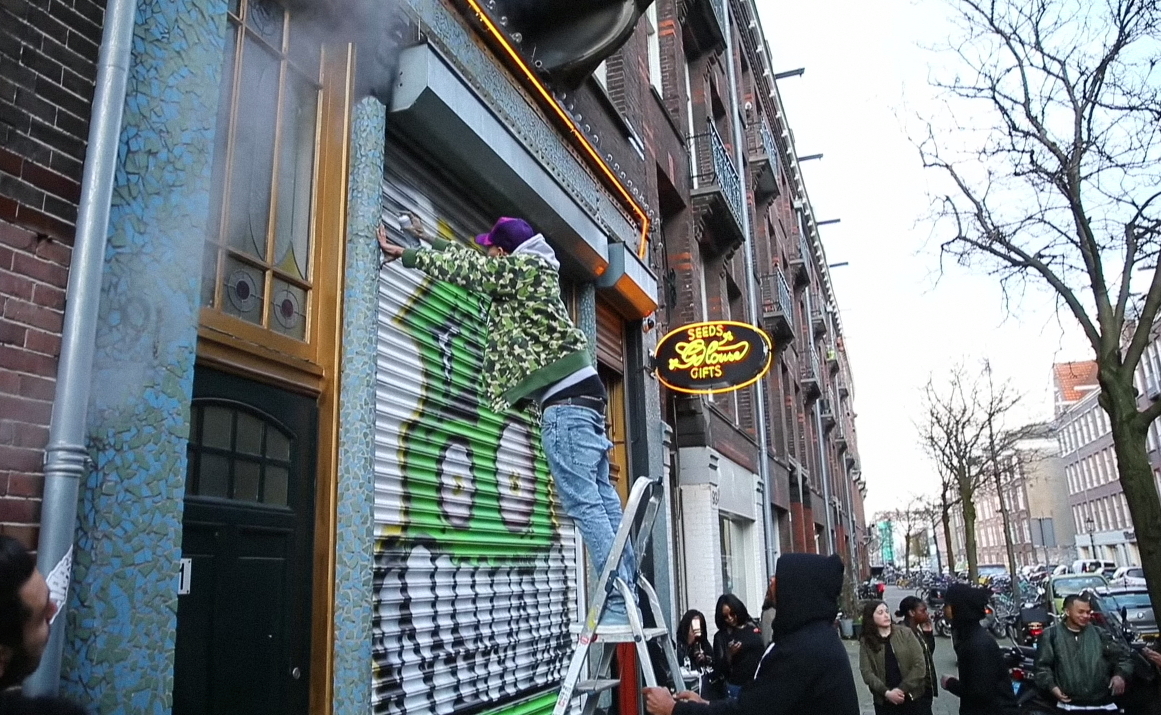
Chris Brown fazendo grafite em Amsterdam

Além de sua carreira musical, Brown também é conhecido por produzir arte grafite. Suas obras visuais foram descritas como "inspiradas em mangá" e "abstratas". Brown diz que sempre foi cativado pelo fato de que desenhar e pintar "dá a você a chance de se expressar de qualquer maneira, mostrando ao mundo sua própria dimensão". Brown fez algumas artes para leilões de caridade e em algumas ruas de Los Angeles.
Brown costuma produzir grafites sob o pseudônimo Konfused, e já produziu obras para o Miami Basel, além do museu do Grammy e ruas de Los Angeles e Amsterdã. Além de ter exposto com o artista brasileiro Romero Britto Brown também costuma pintar suas próprias casas com várias pinturas em grafite. Em 2013, vizinhos do bairro de Brown em Los Angeles, pediram na justiça para que o artista retirasse as artes de sua casa. Brown mudou-se de casa meses depois.
Suas habilidades de pintura e dança foram mostradas ao mesmo tempo quando Brown, em um vídeo de divulgação pintou a capa do álbum Heartbreak on a Full Moon, dançando ao redor de uma tela no chão. Em 2020, ele compartilhou uma pintura em memória de Kobe Bryant.

## Prêmios e Condecorações
Brown acumula diversas premiações em sua carreira, sendo 202 prêmios em 516 indicações, incluindo 5 American Music Awards, 19 BET Awards, 2Grammy Awards, 5 Billboard Music Awards, 14 Soul Train Music Awards e 10 NAACP Image Awards.
Brown também está empatado com Bruno Mars como o 2º artista mais condecorado da história do Soul Train Music Awards, atrás apenas de Beyoncé. Brown também é o segundo artista mais nomeado ao BET Awards. Brown está empatado com Rihanna como sétimo artista com mais Vevo Certified Awards, com 38, e detém o recorde de maior número de certificações Vevo entre artistas masculinos de R&B. Além disso, Brown ficou em 4º lugar entre os 10 artistas norte-americanos de maior desempenho no Vevo da década de 2010, atrás de Taylor Swift, Eminem e Justin Bieber respectivamente. Brown é o primeiro e único artista americano a ganhar o prêmio The Headies por realizações notáveis na indústria musical africana. Brown ganhou seus Headies na categoria de artista internacional do ano, que foi projetada para reconhecer artistas ou grupos não africanos com realizações notáveis e impacto nos Afrobeats. Ele também foi indicado 25 vezes ao Grammy Awards, vencendo duas vezes a categoria de Melhor Álbum de R&B. Ele também foi nomeado duas vezes o "Artista do Ano" pela Billboard, sendo o mais jovem a receber a condecoração duas vezes. Além de também ter sido o primeiro artista negro nomeado artista do ano pela AMA no ano de 2008, e eleito três vezes entre 2008 e 2022 o Artista Masculino de R&B pelo AMA.
Em termos de vendas de música e crítica, Brown é um dos artistas de maior sucesso comercial e premiados na música R&B, sendo muitas vezes citado pelos contemporâneos como o "Rei do R&B". Em 2024, Brown acumulava mais de 247 milhões de músicas vendidas em todo o mundo, tornando-o um dos artistas musicais mais vendidos da história. Ele também é um dos artistas afro-americanos de maior bilheteria de todos os tempos. Brown também é um dos artistas mais vendidos de todos os tempos na era digital. Em 2024, Brown certificou 114 milhões de singles digitais nos EUA. O feito deixou Brown empatado com Beyoncé entre os artistas de R&B mais vendidos de todos os tempos, e sendo Brown o terceiro cantor com mais certificações, atras apenas de The Weeknd e Justin Bieber e o décimo artista do rank geral entre todos os gêneros. Se tratando de artistas com carreira pré-2010 que iniciaram sua carreira antes da era de streamings, Brown é o segundo artista mais reproduzido, atrás apenas de Rihanna.
Brown também detém o recorde dos dois maiores sucessos em primeiro lugar na Billboard R&B/Hip Hop Airplay desde que a parada foi estabelecida pela primeira vez em 1992. Em janeiro de 2020, Brown inicialmente estabeleceu o recorde de maior permanência em primeiro lugar nesta parada com seu single "No Guidance", que permaneceu em primeiro lugar por 27 semanas. No ano seguinte, Brown quebrou seu próprio recorde de número 1 por mais tempo, com seu novo single "Go Crazy", que permaneceu em primeiro lugar por 28 semanas. Brown tem um total de 119 entradas na parada Rhythmic, que é a segunda maior entre todos os artistas, atrás apenas de Drake. Além disso, Brown detém o recorde de mais semanas consecutivas na Billboard Hot 100 entre todos os artistas masculinos de R&B com uma sequência de 161 semanas. Esta sequência ocupa a 9ª posição geral entre artistas de todos os gêneros. Em janeiro de 2023, Brown quebrou o recorde de Elvis Presley de mais músicas com certificados de ouro pela Recording Industry Association of America (RIAA) entre todos os cantores masculinos ao chegar na sua 56º canção certificada. Em fevereiro de 2023, se tornou o primeiro artista masculino a marcar 20 músicas certificadas como multi platina.  Brown também recebeu em 2024 seu primeiro certificado de diamante pela faixa No Guidance e se tornou o primeiro cantor pop a superar a marca de 40 canções com certificado de platina.
Em julho de 2022, Brown fez história ao ultrapassar Elvis Presley, com o maior número de entradas na Billboard Hot 100 entre vocalistas masculinos de todos os gêneros. Em setembro de 2022, Brown se tornou o primeiro cantor de R&B na história a alcançar mais de 50 sucessos no top 40 da Billboard Hot 100, ao ganhar seu 51º hit no top 40 com seu single "Under the Influence". Em janeiro de 2024, se tornou o primeiro artista solo do século XXI, a conseguir músicas no chart americano por 20 anos consecutivos, entre 2005 e 2024. Brown também se tornou apenas o sexto artista da história a realizar o feito, junto de Elton John, Rod Stewart, Stevie Wonder, Madonna, e Elvis Presley. Brown também se isolou em 2024 como o terceiro artista com mais canções número 1 na Rhythmic da Billboard, atrás apenas de Drake e Rihanna. e em 2025 também e tornou o segundo artista a alcançar mais de 100 semanas em primeiro lugar na Billboard R&B/Hip-Hop Airplay. Em maio de 2025, se tornou novamente o artista com mais vendas na era digital ao superar The Weeknd com 133 milhões em vendas. Brown também se isolou como o artista de R&B contemporâneo com mais certificações de ouro, platina e multiplatina. 

## Discografia
Álbuns de Estúdio
- Chris Brown (2005)
- Exclusive (2007)
- Graffiti (2009)
- F.A.M.E. (2011)
- Fortune (2012)
- X (2014)
- Royalty (2015)
- Heartbreak on a Full Moon (2017)
- Indigo (2019)
- Breezy (2022)
- 11:11 (2023)

#### Álbuns em Colaboração
- Fan of a Fan: The Album (2015) (Com Tyga)

## Turnês

### Como artista principal
- Up Close and Personal Tour (2006)
- The UCP Exclusive Tour (2007)
- Fan Appreciation Tour (2009)
- F.A.M.E. Tour (2011)
- Carpe Diem Tour (2012)
- One Hell of a Nite Tour (2015–2016)
- The Party Tour (2017)
- Heartbreak on a Full Moon Tour (2018)
- Indigoat Tour (2019)
- Under the Influence Tour (2023)
- The 11:11 Tour (2024)
- BreezyBowl XX (2025)

### Em parceria
- Between the Sheets Tour (com Trey Songz) (2015)
- One of Them Ones Tour (com Lil Baby) (2022)

## Filmografia

### Televisão
| Ano  | Título                     | Papel         | Notas                              |
| ---- | -------------------------- | ------------- | ---------------------------------- |
| 2006 | One on One                 | Ele Mesmo     | Temporada 5 - Episódio 17          |
| 2006 | Showtime at Apollo Theater | Ele Mesmo     | Episódio: Chris Brown/YoungBloodZ  |
| 2006 | Saturday Disney            | Ele Mesmo     | Episódio: World Up                 |
| 2006 | So You Think You Can Dance | Ele Mesmo     | Episódio: Top 10 Results           |
| 2006 | All of Us                  | Ele Mesmo     | Temporada 2 - Recurring Cast       |
| 2007 | The O.C.                   | Will Tutt     | Temporada 4 - Episódios 9, 10 e 11 |
| 2007 | Vila Sésamo                | Ele Mesmo     | Episódio: The Bookaneers           |
| 2008 | The Suite Life on Deck     | Ele Mesmo     | Temporada 3 - Episódio 20          |
| 2011 | Tosh.0                     | Ele Mesmo     | Temporada 3 - Episódio 10          |
| 2011 | Inside West Coast Customs  | Ele Mesmo     | Episódio: Chris Brown First Love   |
| 2015 | Real Husbands of Hollywood | Ele Mesmo     | Temporada 4 - Episódio 4           |
| 2017 | Black-ish                  | Rich Youngsta | Temporada 3 - Episódio 19          |

### Cinema
| Ano  | Título             | Papel                    | Notas                                    |
| ---- | ------------------ | ------------------------ | ---------------------------------------- |
| 2007 | Stomp the Yard     | Duron Williams           |                                          |
| 2007 | This Christmas     | Michael "Baby" Whitfield |                                          |
| 2010 | Takers             | Jesse Attica             | Como ator e produtor executivo           |
| 2012 | Think Like a Man   | Alex                     |                                          |
| 2013 | Battle of the Year | Rooster                  |                                          |
| 2017 | Welcome to My Life | Ele Mesmo                | Documentário sobre a vida de Chris Brown |
| 2021 | She Ball           | T.A.K.O.                 |                                          |